# Listă de coleoptere din Republica Moldova
Fauna de coleoptere din Republica Moldova numără peste 2500 de specii, grupate în 150 de subfamilii, 69 de familii, 14 suprafamilii și 2 subordine (2013).

## SubordinulAdephaga

### SuprafamiliaCaraboidea

#### FamiliaGyrinidae
Aulonogyrus
- Aulonogyrus concinnus Klug, 1834

Gyrinus
- Gyrinus natator Linnaeus, 1758

#### FamiliaRhysodidae
Rhysodes
- Rhysodes sulcatus (Fabricius, 1787)
- Rhysodes germari (Ganglbauer, 1892)

#### FamiliaCarabidae

##### SubfamiliaCicindelinae
Cicindela
- Cicindela campestris (Linnaeus, 1758
- Cicindela hybrida (Linnaeus, 1758
- Cicindela maritima (Latreille & Dejean, 1822
- Cicindela soluta (Latreille & Dejean, 1822
- Cicindela sylvatica (Linnaeus, 1758
- Cicindela sylvicola (Latreille & Dejean, 1822

Cephalota
- Cephalota chiloleuca (Fischer, 1820)
- Cephalota elegans (Fischer, 1823)

Cylindera
- Cephalota arenaria (Fuessly, 1775)
- Cephalota contorta (Fischer, 1828)
- Cephalota germanica (Linnaeus, 1758)

Calomera
- Cephalota littoralis (Fabricius, 1787)

##### SubfamiliaOmophroninae
Omophron
- Omophron limbatum (Fabricius, 1777)

##### SubfamiliaCarabinae
Leistus
- Leistus ferrugineus (Linnaeus, 1758)
- Leistus piceus (Froelich, 1799
- Leistus rufomarginatus (Duftschmid, 1812)

Nebria
- Nebria brevicollis (Fabricius, 1792)
- Nebria livida (Linnaeus, 1758)
- Nebria rufescens (Stroem, 1768)
- Nebria transsylvanica (Germar, 1824)

Notiophilus
- Notiophilus aestuans (Motschulsky, 1864
- Notiophilus aquaticus (Linnaeus, 1758)
- Notiophilus biguttatus (Fabricius, 1779)
- Notiophilus germinyi (Fauvel, 1863
- Notiophilus interstitialis (Reitter, 1889
- Notiophilus laticollis Chaudoir, 1850
- Notiophilus palustris (Duftschmid, 1812)
- Notiophilus rufipes (Curtis, 1829

Calosoma
- Calosoma auropunctatum (Herbst, 1784)
- Calosoma denticole (Gebler, 1833
- Calosoma inquisitor (Linnaeus, 1758)
- Calosoma investigator (Illiger, 1798)
- Calosoma sycophanta (Linnaeus, 1758)

Carabus
- Carabus arvensis (Herbst, 1784
- Carabus bessarabicus (Fischer & Waldheim, 1823
- Carabus besseri (Fischer & Waldheim, 1822
- Carabus cancellatus (Illiger, 1798
- Carabus clathratus (Linnaeus, 1761
- Carabus convexus (Fabricius, 1775
- Carabus coriaceus (Kraatz, 1877
- Carabus estreicheri (Fischer & Waldheim, 1822
- Carabus excellens (Kraatz, 1887
- Carabus glabratus (Kraatz, 1885
- Carabus granulatus (Linnaeus, 1758
- Carabus haeres (Fischer & Waldheim, 1823
- Carabus hortensis (Linnaeus, 1758
- Carabus hungaricus (Motschulsky, 1847
- Carabus intricatus (Linnaeus, 1761
- Carabus linnei (Panzer, 1812
- Carabus marginalis (Fabricius, 1794
- Carabus nemoralis (Muller, 1764
- Carabus obsoletus (Palliardi, 1825
- Carabus scabriusculus (Olivier, 1795
- Carabus ullrichi (Germar, 1824
- Carabus variolosus (Linnaeus, 1787
- Carabus violaceus (Dejean, 1826

Cychrus
- Cychrus attenuatus (Fabricius, 1792
- Cychrus caraboides (Linnaeus, 1758)
- Cychrus semigranosus (Palliardi, 1825

Elaphrus
- Elaphrus angusticollis (Sahlberg, 1844
- Elaphrus aureus (Muller, 1821
- Elaphrus riparius (Linnaeus, 1758)
- Elaphrus uliginosus (Fabricius, 1775

Loricera
- Loricera pilicornis (Fabricius, 1775)

Scarites
- Scarites terricola (Bonelli, 1813

Clivina
- Clivina collaris (Herbst, 1784)
- Clivina fossor (Linnaeus, 1758)
- Clivina laevifrons (Chaudoir, 1842
- Clivina ypsilon (Dejean, 182

Dyschirius
- Dyschirius angustatus (Ahrens, 1830)
- Dyschirius caspius (Putzeys, 1866
- Dyschiriodes
- Dyschiriodes aeneus (Dejean, 1825)
- Dyschiriodes agnatus (Motschulsky, 1844
- Dyschiriodes apicalis (Putzeys, 1846)
- Dyschiriodes chalceus (Erichson, 1837)
- Dyschiriodes chalybeus (Apfelbeck, 1899)
- Dyschiriodes cylindricus (Fleischer, 1905)
- Dyschiriodes globosus (Herbst, 1783)
- Dyschiriodes impunctipennis (Dawson, 1854)
- Dyschiriodes intermedius (Putzeys, 1846)
- Dyschiriodes iportunus (Schaum, 1857)
- Dyschiriodes laeviusculus (Putzeys, 1846)
- Dyschiriodes lafertei (Putzeys, 1846)
- Dyschiriodes luticola (Chaudoir, 1850)
- Dyschiriodes macroderus (Chaudoir, 1850)
- Dyschiriodes nitidus (Dejean, 1825
- Dyschiriodes parallelus (Putzeys, 1846)
- Dyschiriodes politus (Dejean, 1825)
- Dyschiriodes pusillus (Dejean, 1825)
- Dyschiriodes rufipes Dejean, 1825
- Dyschiriodes salinus (Putzeys, 1846)
- Dyschiriodes strumosus (Erichson, 1837)
- Dyschiriodes tristis (Stephens, 1827)

Broscus
- Broscus cephalotes (Linnaeus, 1758)
- Broscus semistriatus (Dejean, 1828)

Perileptus
- Perileptus areolatus (Creutzer, 1799)

Thalassophilus
- Thalassophilus longicornis (Sturm, 1825)

Blemus
- Blemus discus (Fabricius, 1792)

Trechus
- Trechus austriacus Dejean, 1831
- Trechus quadristriatus (Schrank, 1781)
- Trechus secalis (Paykull, 1790)

Tachys
- Tachys scutellaris (Stephens, 1828)

Paratachys
- Paratachys bistriatus (Duftschmid, 1812)
- Paratachys centriustatus Reitter, 1894
- Paratachys fulvicollis (Dejean, 1831)
- Paratachys micros (Fischer, 1828)
- Paratachys turkestanicus Reitter, 1894

Elaphropus
- Elaphropus hoemorrhoidalis (Ponza, 1805)
- Elaphropus parvulus (Dejean, 1831)
- Elaphropus quadrisignatus (Duftschmid, 1812)
- Elaphropus sexstriatus (Duftschmid, 1812)

Porotachys
- Porotachys bisulcatus (Nicolai, 1822)

Tachyta
- Tachyta nana (Gyllenhal, 1810)

Asaphidion
- Asaphidion flavipes (Linnaeus, 1761)
- Asaphidion pallipes (Duftschmid, 1812)

Bembidion
- Bembidion aeneum Germar, 1824
- Bembidion andrea Muller, 1830
- Bembidion articulatum (Panzer, 1796)
- Bembidion assimile Gyllenhal, 1810
- Bembidion atlanticum Wollaston, 1854
- Bembidion atroviolaceus Dufour, 1820
- Bembidion azurescens Torre, 1877
- Bembidion biguttatum (Fabricius, 1779)
- Bembidion bipunctatum (Linnaeus, 1761)
- Bembidion dalmatinum Dejean, 1831
- Bembidion decorum (Panzer, 1799)
- Bembidion deletum Serville, 1821
- Bembidion dentellum (Thunberg, 1787)
- Bembidion distinguendum Jacquelin du Val, 1852
- Bembidion doderoi Ganglbauer, 1892
- Bembidion doris (Panzer, 1797)
- Bembidion ellipticocurtum Netolitzky, 1935
- Bembidion ephippium (Marsham, 1802)
- Bembidion femoratum Sturm, 1825
- Bembidion fluviatile Dejean, 1931
- Bembidion fumigatum (Duftschmid, 1812)
- Bembidion genei Netolitzky, 1914
- Bembidion geniculatum Heer, 1837
- Bembidion guttula (Fabricius, 1792)
- Bembidion guttulatum Chaudoir, 1850
- Bembidion inoptatum Schaum, 1857
- Bembidion lampros Herbst 1784
- Bembidion laticolle (Duftschmid, 1812)
- Bembidion latiplaga Chaudoir, 1850
- Bembidion litorale (Olivier, 1790)
- Bembidion lunatum (Duftschmid, 1812)
- Bembidion lunulatum (Geoffroy, 1785)
- Bembidion mannerheimii Sahlberg, 1827
- Bembidion milleri Jacquelin du Val, 1852
- Bembidion minimum (Fabricius, 1792)
- Bembidion modestum (Fabricius, 1801)
- Bembidion normannum Dejean, 1831
- Bembidion obliquum Sturm, 1825
- Bembidion octomaculatum (Goeze, 1777)
- Bembidion persicum Menetries, 1832
- Bembidion properans (Stephens, 1829)
- Bembidion punctulatum Drapiez, 1820
- Bembidion pygmaeum (Fabricius, 1792)
- Bembidion quadrimaculatum (Linnaeus, 1761)
- Bembidion quadripustulatum Serville, 1821
- Bembidion rivulare Apfelbeck, 1904
- Bembidion ruficolle (Panzer, 1797)
- Bembidion saxatile Gyllenhal, 1827
- Bembidion schueppelii Dejean, 1831
- Bembidion semipunctatum (Donovan, 1806)
- Bembidion splendidum Sturm, 1825
- Bembidion stephensii Crotch, 1866
- Bembidion striatum (Fabricius, 1792)
- Bembidion subcostatum (Motschulsky, 1850)
- Bembidion tenellum Erichson, 1837
- Bembidion testaceum  Duftschmid, 1812
- Bembidion tetracolum Say, 1823
- Bembidion tetragrammum Chaudoir, 1846
- Bembidion tetrasemum Chaudoir, 1846
- Bembidion tibiale (Duftschmid, 1812)
- Bembidion varium (Olivier, 1795)
- Bembidion velox (Linnaeus, 1761)

Pogonus
- Pogonus cumanus Lutshik, 1916
- Pogonus iridipennis Nicolai, 1822
- Pogonus litoralis (Duftschmid, 1812)
- Pogonus luridipennis (Germar, 1823)
- Pogonus meridionalis Dejean, 1828
- Pogonus orientalis Dejean, 1828
- Pogonus punctulatus Dejean, 1828
- Pogonus reticulatus Schaum, 1857
- Pogonus transfuga Chaudoir, 1871

Patrobus
- Patrobus assimilis Chaudoir, 1844
- Patrobus atrorufus (Stroem, 1768)

Stomis
- Stomis pumicatus (Panzer, 1796)

Poecilus
- Poecilus crenuliger Chaudoir, 1876
- Poecilus cupreus (Linnaeus, 1758)
- Poecilus lepidus (Leske, 1785)
- Poecilus lissoderus Chaudoir, 1876
- Poecilus puncticollis (Dejean, 1828)
- Poecilus punctulatus (Schaller, 1783)
- Poecilus sericeus Fischer, 1824
- Poecilus subcoeruleus (Quensel, 1806)
- Poecilus versicolor (Sturm, 1824)

Pterostichus
- Pterostichus anthracinus (Illiger, 1798)
- Pterostichus aterrimus (Herbst, 1784)
- Pterostichus chamaeleon (Motschulsky, 1865)
- Pterostichus cursor (Dejean, 1828)
- Pterostichus diligens (Sturm, 1824)
- Pterostichus elongatus (Duftschmid, 1812)
- Pterostichus gracilis (Dejean, 1828)
- Pterostichus hungaricus Dejean, 1828
- Pterostichus inquinatus (Sturm, 1824)
- Pterostichus jurinei Dejean, 1828
- Pterostichus leonisi Apfelbeck, 1904
- Pterostichus longicollis (Duftschmid, 1812)
- Pterostichus macer (Marsham, 1802)
- Pterostichus melanarius (Illiger, 1798)
- Pterostichus melas (Creutzer, 1799)
- Pterostichus minor (Gyllenhal, 1827)
- Pterostichus niger (Schaller, 1783)
- Pterostichus nigrita (Paykull, 1790)
- Pterostichus oblongopunctatus (Fabricius, 1787)
- Pterostichus ovoideus (Sturm, 1824)
- Pterostichus quadrifoveolatus (Letzner, 1852)
- Pterostichus rufitarsis Dejean, 1828
- Pterostichus strenuus (Panzer, 1797)
- Pterostichus vernalis (Panzer, 1796)

Abax
- Abax carinatus (Duftschmid, 1812)
- Abax parallelopipedus (Piller & Mitterpacher, 1783)
- Abax parallelus (Duftschmid, 1812)

Molops
- Molops piceus (Panzer, 1793)

Calathus
- Calathus ambiguus (Paykull, 1790)
- Calathus distinguendus Chaudoir, 1846
- Calathus erratus (Sahlberg, 1827)
- Calathus fuscipes (Goeze, 1777)
- Calathus halensis (Schaller, 1783)
- Calathus melanocephalus (Linnaeus, 1758)
- Calathus metallicus Dejean, 1828
- Calathus ochropterus (Duftschmid, 1812)

Pseudotaphoxenus
- Pseudotaphoxenus rufitarsis (Fischer, 1823)

Taphoxenus
- Taphoxenus gigas (Fischer, 1823)

Sphodrus
- Sphodrus leucophtalmus (Linnaeus, 1758)

Laemostenus
- Laemostenus sericeus (Fischer, 1824)
- Laemostenus terricola (Herbst, 1784)

Agonum
- Agonum angustatum Dejean, 1828
- Agonum antennarium (Duftschmid, 1812)
- Agonum atratum (Duftschmid, 1812)
- Agonum consimile (Gyllenhal, 1810)
- Agonum dolens (Sahlberg, 1827)
- Agonum  Duftschmidi Schmidt, 1994
- Agonum ericeti (Panzer, 1809)
- Agonum extensum Menetries, 1849
- Agonum fuliginosum (Panzer, 1809)
- Agonum gracile (Sturm, 1824)
- Agonum gracilipes (Duftschmid, 1812)
- Agonum hypocrita (Apfelbeck, 1904)
- Agonum longicorne Chaudoir, 1846
- Agonum lugens (Duftschmid, 1812)
- Agonum marginatum (Linnaeus, 1758)
- Agonum micans (Nicolai, 1822)
- Agonum muelleri (Herbst, 1784)
- Agonum nigrum Dejean, 1828
- Agonum piceum (Linnaeus, 1758)
- Agonum sexpunctatum (Linnaeus, 1758)
- Agonum thoreyi (Dejean, 1828)
- Agonum versutum (Sturm, 1824)
- Agonum viduum (Panzer, 1797)
- Agonum viridicupreum (Goeze, 1777)

Platynus
- Platynus assimilis (Paykull, 1790)
- Platynus krynickii (Sperk, 1835)
- Platynus livens (Gyllenhal, 1810)
- Platynus longiventris Mannerheim, 1825
- Platynus mannerheimii (Dejean, 1828)

Paranchus
- Paranchus albipes (Fabricius, 1796)

Oxypselaphus
- Oxypselaphus obscurus Herbst, 1784

Anchomenus
- Anchomenus dorsalis (Pontoppidan, 1763)

Olisthopus
- Olisthopus rotundatus (Paykull, 1790)
- Olisthopus sturmii (Duftschmid, 1812)

Synuchus
- Synuchus vivalis (Illiger, 1798)

Platyderus
- Platyderus rufus (Duftschmid, 1812)

Amara
- Amara abdominalis (Motschulsky, 1844)
- Amara aenea (De Geer, 1774)
- Amara anthobia Villa & Villa, 1833
- Amara apricaria (Paykull, 1790)
- Amara bifrons (Gyllenhal, 1810)
- Amara brunnea (Gyllenhal, 1810)
- Amara chaudoiri Putzeys,
- Amara communis (Panzer, 1797)
- Amara consularis (Duftschmid, 1812)
- Amara convexior Stephens, 1828
- Amara crenata Dejean, 1828
- Amara curta Dejean, 1828
- Amara diaphana Tschitscherine, 1894
- Amara equestris (Duftschmid, 1812)
- Amara eurynota (Panzer, 1797
- Amara familiaris (Duftschmid, 1812)
- Amara fulva (Muller, 1776)
- Amara fusca Dejean, 1828
- Amara infima (Duftschmid, 1812)
- Amara ingenua (Duftschmid, 1812)
- Amara littorea Thomson, 1857
- Amara lucida (Duftschmid, 1812)
- Amara majuscula (Chaudoir, 1850)
- Amara montivaga Sturm, 1825
- Amara municipalis (Duftschmid, 1812)
- Amara nitida Sturm, 1825
- Amara ovata (Fabricius, 1792)
- Amara parvicollis Gebler, 1833
- Amara plebeja (Gyllenhal, 1810)
- Amara praetermissa (Sahlberg, 1827)
- Amara sabulosa (Serville, 1821)
- Amara saphyrea Dejean, 1828
- Amara saxicola Zimmermann, 1831
- Amara similata (Gyllenhal, 1810)
- Amara sollicita Pantel, 1888
- Amara spreta Dejean, 1831
- Amara strandi Lutshik, 1933
- Amara tibialis (Paykull, 1798)
- Amara tricuspidata Dejean, 1831

Curtonotus
- Curtonotus aulicus (Panzer, 1797)
- Curtonotus convexiusculus Marsham, 1802
- Curtonotus propinquus (Menetries, 1832)

Zabrus
- Zabrus spinipes (Fabricius, 1798)
- Zabrus tenebrioides (Goeze, 1777)

Anisodactylus
- Anisodactylus binotatus (Fabricius, 1787)
- Anisodactylus nemorivagus (Duftschmid, 1812)
- Anisodactylus poeciloides Dejean, 1829
- Anisodactylus signatus (Panzer, 1796)

Diachromus
- Diachromus germanus (Linnaeus, 1758)

Bradycellus
- Bradycellus caucasicus (Chaudoir, 1846)
- Bradycellus csikii Laczo, 1912
- Bradycellus harpalinus (Serville, 1821)
- Bradycellus ruficollis (Stephens, 1828)
- Bradycellus verbasci (Duftschmid, 1812)

Dicheirotrichus
- Dicheirotrichus desertus (Motschulsky, 1849)
- Dicheirotrichus gustavii Crotch, 1871
- Dicheirotrichus lacustris (Redtenbacher, 1858)
- Dicheirotrichus rufithorax (Sahlberg, 1827)
- Dicheirotrichus ustulatus (Dejean, 1829)

Stenolophus
- Stenolophus abdominalis Mannerheim, 1844
- Stenolophus discophorus (Fischer, 1823)
- Stenolophus marginatus (Dejean, 1829)
- Stenolophus mixtus (Herbst, 1784)
- Stenolophus proximus Dejean, 1829
- Stenolophus skrimshiranus Stephens, 1828
- Stenolophus steveni Krynicki, 1832
- Stenolophus teutonus (Schrank, 1781)

Acupalpus
- Acupalpus brunnipes (Sturm, 1825)
- Acupalpus dubius Schilsky, 1888
- Acupalpus elegans (Dejean, 1829)
- Acupalpus exiguus (Dejean, 1829)
- Acupalpus flavicollis (Sturm, 1825)
- Acupalpus interstitialis Reitter, 1884
- Acupalpus luteatus (Duftschmid, 1812)
- Acupalpus maculatus (Schaum, 1860)
- Acupalpus meridianus (Linnaeus, 1767)
- Acupalpus parvulus (Sturm, 1825)
- Acupalpus suturalis Dejean, 1829

Anthracus
- Anthracus consputus (Duftschmid, 1812)
- Anthracus longicornis (Schaum, 1857)
- Anthracus transversalis (Schaum, 1862)

Daptus
- Daptus vittatus Fischer, 1823

Trichotichnus
- Trichotichnus laevicolis (Duftschmid, 1812)

Parophonus
- Parophonus hirsutulus (Dejean, 1829)

Parophonus maculicornis (Duftschmid, 1812)
- Parophonus mendax (Rossi, 1790)

Harpalus
- Harpalus affinis (Schrank, 1781)
- Harpalus albanicus Reitter, 1900
- Harpalus amplicollis Menetries, 1848
- Harpalus angulatus Macleay, 1871
- Harpalus anxius (Duftschmid, 1812)
- Harpalus atratus (Latreille, 1804
- Harpalus autumnalis (Duftschmid, 1812)
- Harpalus calathoides Motschulsky, 1844
- Harpalus calceatus (Duftschmid, 1812)
- Harpalus caspius (Steven, 1806)
- Harpalus cephalotes Fairmaire & Laboulbene, 1854
- Harpalus dispar Dejean, 1829
- Harpalus distinguendus (Duftschmid, 1812)
- Harpalus flavescens (Piller & Mitterpacher, 1783)
- Harpalus flavicornis Dejean, 1829
- Harpalus froelichi Sturm, 1818
- Harpalus fuscipalpis Sturm, 1818
- Harpalus griseus (Panzer, 1797)
- Harpalus hirtipes (Panzer, 1797)
- Harpalus hospes Sturm, 1818
- Harpalus inexspectatus Kataev, 1989
- Harpalus latus (Linnaeus, 1758)
- Harpalus luteicornis (Duftschmid, 1812)
- Harpalus melancholicus Dejean, 1829
- Harpalus modestus Dejean, 1829
- Harpalus neglectus Serville, 1821
- Harpalus oblitus Dejean, 1829
- Harpalus picipennis (Duftschmid, 1812)
- Harpalus politus Dejean, 1829
- Harpalus progrediens <smallSchauberger, 1922
- Harpalus pumilus Sturm, 1818
- Harpalus pygmaeus Dejean, 1829
- Harpalus rubripes (Duftschmid, 1812)
- Harpalus rufipalpis Sturm, 1818
- Harpalus rufipes (De Geer, 1774)
- Harpalus serripes (Quensel, 1806)
- Harpalus servus (Duftschmid, 1812)
- Harpalus signaticornis (Duftschmid, 1812)
- Harpalus smaragdinus (Duftschmid, 1812)
- Harpalus solitaris Dejean, 1829
- Harpalus stevenii Dejean, 1829
- Harpalus subcylindricus Dejean, 1829
- Harpalus tardus (Panzer, 1797)
- Harpalus tenebrosus Dejean, 1829
- Harpalus xanthopus Gemminger & Harold, 1868
- Harpalus zabroides Dejean, 1829

Pangus
- Pangus scaritides (Sturm, 1818)

Acinopus
- Acinopus ammophilus Dejean, 1829
- Acinopus laevigatus Menetries, 1832
- Acinopus picipes (Olivier, 1795)

Ophonus
- Ophonus ardosiacus (Lutshik, 1922)
- Ophonus azureus (Fabricius, 1775)
- Ophonus convexicollis Menetries, 1832
- Ophonus cordatus (Duftschmid, 1812)
- Ophonus cribricollis (Dejean, 1829)
- Ophonus diffinis (Dejean, 1829)
- Ophonus gammeli (Schauberger, 1932)
- Ophonus melletii (Heer, 1837)
- Ophonus nitidulus Stephens, 1828
- Ophonus puncticeps Stephens, 1828
- Ophonus puncticollis (Paykull, 1798)
- Ophonus rufibarbis (Fabricius, 1792)
- Ophonus rupicola (Sturm, 1818)
- Ophonus sabulicola (Panzer, 1796)
- Ophonus schaubergerianus Puel, 1937
- Ophonus similis (Dejean, 1829)
- Ophonus stictus Stephens, 1828
- Ophonus subquadratus (Dejean, 1829)
- Ophonus subsinuatus Rey, 1886

Ditomus
- Ditomus tricuspidatus (Fabricius, 1792)

Dixus
- Dixus clypeatus (Rossi, 1790)
- Dixus eremita (Dejean, 1825)
- Dixus obscurus (Dejean, 1825)

Amblystomus
- Amblystomus metallescens (Dejean, 1829)
- Amblystomus niger Heer, 1838

Perigona
- Perigona nigriceps (Dejean, 1831)

Panagaeus
- Panagaeus bipustulatus (Fabricius, 1775)
- Panagaeus cruxmajor (Linnaeus, 1758)

Callistus
- Callistus lunatus (Fabricius, 1775)

Epomis
- Epomis dejeanii Dejean, 1831

Dinodes
- Dinodes cruralis (Fischer, 1829)
- Dinodes decipiens (Dufour, 1820)

Chlaenius
- Chlaenius alutaceus Gebler, 1829
- Chlaenius chrysothorax Krynicki, 1832
- Chlaenius festivus (Panzer, 1796)
- Chlaenius nigricornis Fabricius, 1787
- Chlaenius nitidulus (Schrank, 1781)
- Chlaenius spoliatus (Rossi, 1792)
- Chlaenius sulcicollis (Paykull, 1798)
- Chlaenius terminatus Dejean, 1826
- Chlaenius tristis (Schaller, 1783)
- Chlaenius vestitus (Paykull, 1790)

Oodes
- Oodes gracilis Villa & Villa, 1833
- Oodes helopioides (Fabricius, 1792)

Licinus
- Licinus cassideus (Fabricius, 1792)
- Licinus depressus (Paykull, 1790)
- Licinus silphoides (Rossi, 1790)

Badister
- Badister bullatus (Schrank, 1798)
- Badister dilatatus (Chaudoir, 1837)
- Badister dorsiger (Duftschmid, 1812)
- Badister lacertosus Sturm, 1815
- Badister meridionalis Puel, 1925
- Badister peltatus (Panzer, 1796)
- Badister sodalis (Duftschmid, 1812)
- Badister unipustulatus Bonelli, 1813

Masoreus
- Masoreus wetterhallii (Gyllenhal, 1813)

Odacantha
- Odacantha melanura (Linnaeus, 1767)

Lebia
- Lebia chlorocephala (Hoffmann, 1803)
- Lebia cruxminor (Linnaeus, 1758)
- Lebia cyanocephala (Linnaeus, 1758)
- Lebia humeralis Dejean, 1825
- Lebia scapulairs (Geoffroy, 1785)
- Lebia trimaculata (Villers, 1789)

Demetrias
- Demetrias imperialis (Germar, 1824)
- Demetrias monostigma Samouelle, 1819

Dromius
- Dromius agilis (Fabricius, 1787)
- Dromius quadraticollis Morawitz, 1862
- Dromius quadrimaculatus (Linnaeus, 1758)

Paradromius
- Paradromius linearis (Olivier, 1795)
- Paradromius longiceps (Dejean, 1826)

Philorhizus
- Philorhizus notatus (Stephens, 1827)
- Philorhizus sigma (Rossi, 1790)

Microlestes
- Microlestes fissuralis (Reitter, 1901)
- Microlestes fulvibasis (Reitter, 1901)
- Microlestes maurus (Sturm, 1827)
- Microlestes minutulus (Goeze, 1777)
- Microlestes negrita (Wollaston, 1854)
- Microlestes plagiatus (Duftschmid, 1812)
- Microlestes schroederi Holdhaus, 1912

Syntomus
- Syntomus obscuroguttatus (Duftschmid, 1812)
- Syntomus pallipes (Dejean, 1825)
- Syntomus truncatellus (Linnaeus, 1761)

Cymindis
- Cymindis axillaris (Fabricius, 1794)
- Cymindis cingulata Dejean, 1825
- Cymindis humeralis (Geoffroy, 1785)
- Cymindis lineata (Quensel, 1806)
- Cymindis macularis Fischer, 1824
- Cymindis variolosa (Fabricius, 1794)

Drypta
- Drypta dentata (Rossi, 1790)

Polystichus
- Polystichus connexus (Fourcroy, 1785)

Aptinus
- Aptinus bombarda (Illiger, 1800)

Brachinus
- Brachinus bipustulatus Quensel, 1806
- Brachinus brevicollis Motschulsky, 1844
- Brachinus crepitans (Linnaeus, 1758)
- Brachinus ejaculans Fischer, 1829
- Brachinus elegans Chaudoir, 1842
- Brachinus explodens  Duftschmid, 1812
- Brachinus plagiatus Reiche, 1868
- Brachinus psophia Serville, 1821

#### FamiliaHaliplidae
Peltodytes
- Peltodytes caesus (Duftschmid, 1805)

Haliplus
- Haliplus ruficollis (De Geer, 1774)

#### FamiliaDytiscidae
Noterus
- Noterus clavicornis (De Geer, 1774)

Laccophilus
- Laccophilus minutus (Linnaeus, 1758)

Hygrotus
- Hygrotus confluens (Fabricius, 1787)
- Hygrotus impressopunctatus (Schaller, 1783)

Agabus
- Agabus uliginosus (Linnaeus, 1761)

Colymbetes
- Colymbetes fuscus (Linnaeus, 1758)

Hydaticus
- Hydaticus transversalis (Pontoppidan, 1763)

Grafoderes
- Grafoderes cinereus (Linnaeus, 1758)

Dytiscus
- Dytiscus circumcinctus (Ahrens, 1811)
- Dytiscus circumflexus Fabricius, 1801
- Dytiscus dimidiatus Bergstrasser, 1778

Cybister
- Cybister laterimarginalis (De Geer, 1774)

## Subordinul Polyphaga

### SuprafamiliaHydrophiloidea

#### FamiliaHydrophilidae

##### SubfamiliaHelophorinae
Helophorus
- Helophorus aquaticus Linnaeus, 1758
- Helophorus granularis (Linnaeus, 1761)

##### SubfamiliaHydrophilinae
Berosus
- Berosus signaticollis Charpentier, 1825

Cercyon
- Cercyon convexiusculus Stephens, 1829
- Cercyon marinus Thomson, 1853
- Cercyon quisquilius (Linnaeus, 1760)
- Cercyon unipunctatus (Linnaeus, 1758)

Coelostoma
- Coelostoma orbiculare (Fabricius, 1775)

Cryptopleurum
- Cryptopleurum minutum (Fabricius, 1775)

Cymbiodyta
- Cymbiodyta marginella (Fabricius, 1792)

Enochrus
- Enochrus affinis (Thunberg, 1794)
- Enochrus bicolor (Fabricius, 1792)

Helochares
- Helochares lividus (Forster, 1771)

Hydrobius
- Hydrobius fuscipes (Linnaeus, 1758)

Hydrophilus
- Hydrophilus aterrimus Eschscholtz, 1822
- Hydrophilus caraboides (Linnaeus, 1758)
- Hydrophilus flavipes Steven, 1808
- Hydrophilus piceus Linnaeus, 1758)

Laccobius
- Laccobius alutaceus Thomson, 1868

Sphaeridium
- Sphaeridium bipustulatum Fabricius, 1781
- Sphaeridium scarabaeoides Linnaeus, 1758

#### FamiliaHisteridae

##### SubfamiliaAbraeinae
Teretriius
- Teretriius picipes (Fabricius, 1792)

##### SubfamiliaSaprininae
Gnathoncus
- Gnathoncus punctulatus Thomson, 1862

Saprinus
- Saprinus cribellatus Marseul, 1855
- Saprinus semistriatus (Scriba, 1790)

Hypocacculus
- Hypocacculus conjungens Paykull, 1798
- Hypocacculus rufipes (Kugelann, 1792)

Paromalus
- Paromalus complanatus Panzer, 1792

##### SubfamiliaHisterinae
- Hister cadaverinus Hoffmann, 1803
- Hister distinctus Erichson, 1834
- Hister planulus (Menetries 1848)
- Hister quadrimaculatus Linnaeus,1758
- Hister quadrinotatus Scriba, 1790
- Hister sepulchralis Erichson, 1834
- Hister stercorarius Hoffmann, 1803
- Hister uncinatus Illiger, 1807

Margarinotus
- Margarinotus bipustulatus (Schrank, 1781)
- Margarinotus purpurascens (Herbst, 1792)
- Margarinotus ventralis (Marseul, 1854)

Atholus
- Atholus corvinus (Germar, 1817)
- Atholus duodecimstriatus (Schrank, 1781)

Platysoma
- Platysoma angustatum (Hoffmann, 1803)
- Platysoma compressum (Herbst, 1783)

Hololepta
- Hololepta plana (Sulzer, 1776)

### Suprafamilia Staphylinoidea

#### Familia Agyrtidae

##### Subfamilia Agyrtinae
Agyrtes
- Agyrtes castaneus Fabricius, 1792

#### FamiliaLeiodidae

##### SubfamiliaLeiodinae
Amphicyllus
- Amphicyllus globus (Fabricius, 1792

Anisotoma
- Anisotoma humeralis (Fabricius, 1792)

Leiodes
- Leiodes cinnamomea (Panzer, 1793)

##### SubfamiliaCholevinae
Catops
- Catops fuscus (Panzer, 1794)

Ptomaphagus
- Ptomaphagus validus (Kraatz, 1852)

#### FamiliaSilphidae

##### SubfamiliaNicrophorinae
Nicrophorus
- Nicrophorus antennatus Reitter, 1884
- Nicrophorus fossor Erichson, 1837
- Nicrophorus germanicus Linnaeus, 1758
- Nicrophorus humator Olivier, 1790
- Nicrophorus investigator Zetterstedt, 1824
- Nicrophorus vespillo Linnaeus, 1758
- Nicrophorus vespilloides Herbst, 1784
- Nicrophorus vestigator Herschel, 1807

##### SubfamiliaSilphinae
Ablattaria
- Ablattaria laevigata Fabricius, 1775

Aclypea
- Aclypea undata Muller, 1776

Dendroxena
- Dendroxena quadripunctata Linnaeus, 1758

Necrodes
- Necrodes littoralis Linnaeus, 1761

Oiceoptoma
- Oiceoptoma thoracica Linnaues, 1758

Phosphuga
- Phosphuga atrata Linnaeus, 1758

Silpha
- Silpha carinata Herbst, 1783
- Silpha obscura Linnaeus, 1758
- Silpha tristis Illiger, 1798

Thanatophilus
- Thanatophilus rugosus Linnaeus, 1758
- Thanatophilus sinuatus Fabricius, 1775
- Thanatophilus terminatus Hummel, 1825

#### FamiliaStaphylinidae

##### SubfamiliaOmaliinae
Acidota
- Acidota cruentata Mannerheim, 1830

Anthobium
- Anthobium atrocephalum (Gyllenhal, 1827)
- Anthobium fusculum (Erichson, 1839)

Anthophagus
- Anthophagus caraboides (Linnaeus, 1758)

Acrolocha
- Acrolocha pliginskii Bernhauer, 1912

Hypopycna
- Hypopycna rufula (Erichson, 1840)

Omalium
- Omalium caesum Gravenhorst, 1806
- Omalium ferrugineum Kraatz, 1857
- Omalium rivulare (Paykull, 1789)

##### SubfamiliaProteininae
Megarthrus
- Megarthrus denticollis (Beck, 1817)

##### SubfamiliaHabrocerinae
Habrocerus
- Habrocerus capillaricornis (Gravenhorst, 1806)

##### SubfamiliaTachyporinae
Ischnosoma
- Ischnosoma splendidum (Gravenhorst, 1806)

Lordithon
- Lordithon exoletus (Erichson, 1839)
- Lordithon lunulatus (Linnaeus, 1760)
- Lordithon thoracicus (Fabricius, 1777)
- Lordithon trinotatus (Erichson, 1839)

Mycetoporus
- Mycetoporus baudueri Mulsant & Rey, 1875
- Mycetoporus eppelsheimianus Fagel, 1968
- Mycetoporus forticornis Fauvel, 1875
- Mycetoporus lepidus (Gravenhorst, 1806)
- Mycetoporus nigricollis Stephens, 1835

Parabolitobius
- Parabolitobius formosus (Gravenhorst, 1806)

Cilea
- Cilea silphoides (Linnaeus, 1767)

Sepedophilus
- Sepedophilus immaculatus (Stephens, 1832)
- Sepedophilus marshami (Stephens, 1832)
- Sepedophilus obtusus (Luze, 1902)
- Sepedophilus testaceus (Fabricius, 1793)

Tachinus
- Tachinus corticinus Gravenhorst, 1802
- Tachinus fimetarius Gravenhorst, 1802
- Tachinus lignorum (Linnaeus, 1758)
- Tachinus rufipes (Linnaeus, 1758)
- Tachinus signatus Gravenhorst, 1802

Tachyporus
- Tachyporus atriceps Stephens, 1832
- Tachyporus abdominalis (Fabricius, 1781)
- Tachyporus hypnorum (Fabricius, 1775)
- Tachyporus nitidulus (Fabricius, 1781)
- Tachyporus pusillus Gravenhorst, 1806
- Tachyporus ruficollis Gravenhorst, 1802
- Tachyporus solutus Erichson, 1839
- Tachyporus transversalis Gravenhorst, 1806

##### SubfamiliaAleocharinae
Aleochara
- Aleochara bilineata Gyllenhal, 1810
- Aleochara bipustulata (Linnaeus, 1761)
- Aleochara curtula (Goeze, 1777)
- Aleochara grisea Kraatz, 1856
- Aleochara haematoptera Kraatz, 1858
- Aleochara intricata Mannerheim, 1830
- Aleochara laevigata Gyllenhal, 1810
- Aleochara lata Gravenhorst, 1802
- Aleochara laticornis Kraatz, 1856
- Aleochara sparsa Heer, 1839

Atheta
- Atheta fungi (Gravenhorst, 1806)
- Atheta hygrotopora (Kraatz, 1856)
- Atheta hypnorum (Kiesenwetter, 1850)
- Atheta longicornis (Gravenhorst, 1802)
- Atheta marcida (Erichson, 1837)
- Atheta oblita (Erichson, 1839)
- Atheta orbata (Erichson, 1837)
- Atheta picipes (Thornson, 1856)

Aloconota
- Aloconota gregaria (Erichson, 1839)

Brachyusa
- Brachyusa concolor (Erichson, 1839)

Dinaraea
- Dinaraea aequata (Erichson, 1837)
- Dinaraea angustula (Gyllenhal, 1810)

Geostiba
- Geostiba circellaris (Gravenhorst, 1806)

Liogluta
- Liogluta granigera (Kiesenwetter, 1850)

Lyprocorrhe
- Lyprocorrhe anceps (Erichson, 1837)

Nehemitropia
- Nehemitropia lividipennis (Mannerheim, 1830)

Autalia
- Autalia impressa (Olivier, 1795)
- Autalia rivularis (Gravenhorst, 1802)

Anaulacaspis
- Anaulacaspis nigra (Gravenhorst, 1802)

Cordalia
- Cordalia obscura (Gravenhorst, 1802)

Falagria
- Falagria caesa Erichson, 1837
- Falagria splendens Kraatz, 1858
- Falagria sulcatula (Gravenhorst, 1806)

Falagrioma
- Falagrioma thoracica (Stephens, 1832)

Gymnusa
- Gymnusa brevicollis (Paykull, 1800)

Bolitochara
- Bolitochara mulsanti Sharp, 1875

Ischnopoda
- Ischnopoda constricta Erichson, 1837
- Ischnopoda umbratica (Erichson, 1837)

Gyrophaena
- Gyrophaena affinis Mannerheim, 1830
- Gyrophaena joyi Wendeler, 1924
- Gyrophaena pulchella Heer, 1839

Homalota
- Homalota rufipes Heer, 1839

Leptusa
- Leptusa fumida (Erichson, 1839)

Cypha
- Cypha longicornis (Paykull, 1800)

Holobus
- Holobus flavicornis (Lacordaire, 1835)

Oligota
- Oligota pusillima (Gravenhorst, 1806)

Drusilla
- Drusilla canaliculata (Fabricius, 1787)

Zyras
- Zyras collaris (Paykull, 1800)
- Zyras haworthi (Stephens, 1832)

Ilyobates
- Ilyobates bennetti Donisthorpe, 1914
- Ilyobates mech (Baudi di Selve, 1848)

Ocalea
- Ocalea badia Erichson, 1837

Oxypoda
- Oxypoda abdominalis (Mannerheim, 1830)
- Oxypoda acuminata (Stephens, 1832)
- Oxypoda elongatula Aube, 1850
- Oxypoda spectabilis Markel, 1845

Parocyusa
- Parocyusa rubicunda (Erichson, 1837)

##### SubfamiliaOxytelinae
Coprophilus
- Coprophilus pennifer (Motschulsky, 1845)
- Coprophilus piceus (Solsky, 1866)
- Coprophilus striatulus (Fabricius, 1783)

Deleaster
- Deleaster dichrous (Gravenhorst, 1802)

Anotylus
- Anotylus insecatus (Gravenhorst, 1806)
- Anotylus intricatus (Erichson, 1840)
- Anotylus nitidulus (Gravenhorst, 1802)
- Anotylus rugosus (Fabricius, 1775)
- Anotylus sculpturatus (Gravenhorst, 1806)
- Anotylus tetracarinatus (Block, 1799)

Oxytelus
- Oxytelus laqueatus (Marsham, 1802)
- Oxytelus piceus (Linnaeus, 1767)
- Oxytelus sculptus Gravenhorst, 1806

Platystethus
- Platystethus arenarius (Geoffroy, 1785)
- Platystethus cornutus (Gravenhorst, 1802)
- Platystethus nitens (Sahlberg, 1832)
- Platystethus spinosus Erichson, 1840

Bledius
- Bledius bicornis (Germar, 1823)
- Bledius cribricollis Heer, 1839
- Bledius dissimilis Erichson, 1840
- Bledius furcatus (Olivier, 1811)
- Bledius gallicus (Gravenhorst, 1806)
- Bledius tricomis (Herbst, 1784)

Carpelimus
- Carpelimus anthracinus (Mulsant & Rey, 1861)
- Carpelimus bilineatus Stephens, 1834
- Carpelimus corticinus (Gravenhorst, 1806)
- Carpelimus exiguus (Erichson, 1839)
- Carpelimus fuliginosus (Gravenhorst, 1802)
- Carpelimus gracilis (Mannerheim, 1830)
- Carpelimus gusarovi Gildenkov, 1997
- Carpelimus halophilus (Kiesenwetter, 1844)
- Carpelimus nitidus (Baudi di Selve, 1848)
- Carpelimus pusillus (Gravenhorst, 1802)
- Carpelimus rivularis (Motschulsky, 1860)

Planeustomus
- Planeustomus heydeni (Eppelsheim, 1884)
- Planeustomus palpalis (Erichson, 1839)

##### SubfamiliaScaphidiinae
Scaphidium
- Scaphidium quadrimaculatum Olivier, 1790

Scaphisoma
- Scaphisoma boleti (Panzer, 1793)

##### SubfamiliaEuaesthetinae
Euaesthetus
- Euaesthetus bipunctatus (Ljungh, 1804)

##### SubfamiliaOxyporinae
Oxyporus
- Oxyporus rufus (Linnaeus, 1758)

#### SubfamiliaSteninae
Stenus
- Stenus argus Gravenhorst, 1806
- Stenus ater Mannerheim, 1830
- Stenus boops Ljungh, 1810
- Stenus cicindeloides (Schaller, 1783)
- Stenus claritaris Puthz, 1971
- Stenus clavicornis (Scopoli, 1763)
- Stenus comma Le Conte, 1863
- Stenus flavipalpis Thomson, 1860
- Stenus ganglbaueri Bernhauer, 1905
- Stenus humilis Erichson, 1839
- Stenus impressus Germar, 1824
- Stenus longipes Heer, 1839
- Stenus montenegrinus Puthz, 1972
- Stenus morio Gravenhorst, 1806
- Stenus ochropus Kiesenwetter, 1858
- Stenus pallitarsis Stephens, 1833
- Stenus planifrons Rye, 1884
- Stenus proditor Erichson, 1839
- Stenus providus Erichson, 1839

#### SubfamiliaPaederinae
Achenium
- Achenium depressum (Gravenhorst, 1802)
- Achenium humile (Nicolai, 1822)

Astenus
- Astenus bimaculatus (Erichson, 1840)
- Astenus gracilis (Paykull, 1789)
- Astenus lyonessius (Joy, 1908)

Ochthephilum
- Ochthephilum fracticorne (Paykull, 1800)

Lathrobium
- Lathrobium brunnipes (Fabricius, 1792)
- Lathrobium elegantulum Kraatz, 1857
- Lathrobium fovulum Stephens, 1833
- Lathrobium fulvipenne (Gravenhorst, 1806)
- Lathrobium furcatum Czwalina, 1888
- Lathrobium geminum Kraatz, 1857
- Lathrobium longulum Gravenhorst, 1802
- Lathrobium taxi Bernhauer, 1902

Leptobium
- Leptobium dimidiatum (Gridelli, 1926)
- Leptobium gracile (Gravenhorst, 1802)

Lithocharis
- Lithocharis nigriceps Kraatz, 1859
- Lithocharis ochracea (Gravenhorst, 1802)

Medon
- Medon ferrugineus (Erichson, 1840)

Paederus
- Paederus fuscipes Curtis, 1826
- Paederus littoralis Gravenhorst, 1802
- Paederus riparius (Linnaeus, 1758)

Sunius
- Sunius fallax (Lokay, 1919)
- Sunius melanocephalus (Fabricius, 1792)

Tetartopeus
- Tetartopeus quadratus (Paykull, 1789)
- Tetartopeus scutellaris (Nordmann, 1837)
- Tetartopeus terminatus (Gravenhorst, 1802)

Rugilus
- Rugilus angustatus (Geoffroy, 1785)
- Rugilus orbiculatus (Paykull, 1789)
- Rugilus rufipes (Germar, 1836)
- Rugilus similis Erichson, 1839
- Rugilus subtilis Erichson, 1840

Scopaeus
- Scopaeus laevigatus Gyllenhal, 1827
- Scopaeus longicollis Fauvel, 1873
- Scopaeus minutus Erichson, 1840
- Scopaeus ryei Wollaston, 1872

#### SubfamiliaStaphylininae
Atrecus
- Atrecus affinis (Paykull, 1789)

Othius
- Othius punctulatus (Goeze, 1777)

Abemus
- Abemus chloropterus (Panzer, 1796)

Bisnius
- Bisnius fimetarius (Gravenhorst, 1802)
- Bisnius nigriventris (Thomson, 1867)
- Bisnius nitidulus (Gravenhorst, 1802)
- Bisnius parcus (Sharp, 1874)
- Bisnius scribae (Fauvel, 1867)
- Bisnius sordidus (Gravenhorst, 1802)

Erichsonius
- Erichsonius cinerescens (Gravenhorst, 1802)

Gabrius
- Gabrius exspectatus Smetana, 1952
- Gabrius femoralis (Hochhuth, 1851)
- Gabrius nigritulus (Gravenhorst, 1802)
- Gabrius osseticus (Kolenati, 1846)
- Gabrius piliger Mulsant & Rey, 1876
- Gabrius splendidulus (Gravenhorst, 1802)
- Gabrius suffragani Joy, 1913

Gabronthus
- Gabronthus limbatus (Fauvel, 1900)

Hesperus
- Hesperus rufipennis Gravenhorst, 1806

Neobisnius
- Neobisnius procerulus (Gravenhorst, 1806)

Philonthus
- Philonthus addendus Sharp, 1867
- Philonthus albipes (Gravenhorst, 1802)
- Philonthus atratus (Gravenhorst, 1802)
- Philonthus carbonarius (Gravenhorst, 1802)
- Philonthus caucasicus Nordmann, 1837
- Philonthus cognatus Stephens, 1832
- Philonthus concinnus (Gravenhorst, 1802)
- Philonthus confinis Strand, 1941
- Philonthus coprophilus Jarrige, 1949
- Philonthus corruscus (Gravenhorst, 1802)
- Philonthus cruentatus (Gmelin, 1790)
- Philonthus debilis (Gravenhorst, 1802)
- Philonthus decorus (Gravenhorst, 1802)
- Philonthus discoideus (Gravenhorst, 1802)
- Philonthus diversiceps Bernhauer, 1901
- Philonthus ebeninus (Gravenhorst, 1802)
- Philonthus intermedius (Lacordaire, 1835)
- Philonthus laevicollis (Lacordaire, 1835)
- Philonthus laminatus (Creutzer, 1799)
- Philonthus longicornis Stephens, 1832
- Philonthus micans (Gravenhorst, 1802)
- Philonthus nitidicollis (Lacordaire, 1835)
- Philonthus parvicornis (Gravenhorst, 1802)
- Philonthus politus (Linnaeus, 1758)
- Philonthus punctus (Gravenhorst, 1802)
- Philonthus quisquiliarius (Gyllenhal, 1810)
- Philonthus rectangulus Sharp, 1874
- Philonthus rubripennis Stephens, 1832
- Philonthus rufipes (Stephens, 1832)
- Philonthus salinus Kiesenwetter, 1844
- Philonthus sanguinolentus (Gravenhorst, 1802)
- Philonthus spinipes Sharp, 1874
- Philonthus splendens (Fabricius, 1793)
- Philonthus succicola Thomson, 1860
- Philonthus temporalis Mulsant & Rey, 1853
- Philonthus tenuicornis Mulsant & Rey, 1853
- Philonthus umbratilis (Gravenhorst, 1802)
- Philonthus varians (Paykull, 1789)
- Philonthus ventralis (Gravenhorst, 1802)
- Philonthus virgo (Gravenhorst, 1802)

Astrapaeus
- Astrapaeus ulmi (Rossi, 1790)

Heterothops
- Heterothops dissimilis (Gravenhorst, 1802)

Heterothops niger Kraatz, 1868
- Heterothops quadripunctulus (Gravenhorst, 1806)

Quedius
- Quedius balticus Korge, 1960
- Quedius cinctus (Paykull, 1790)
- Quedius cruentus (Olivier, 1795)
- Quedius fulgidus (Fabricius, 1793)
- Quedius fuliginosus (Gravenhorst, 1802)
- Quedius humeralis Stephens, 1832
- Quedius invreae Gridelli, 1924
- Quedius lateralis (Gravenhorst, 1802)
- Quedius limbatus (Heer, 1839)
- Quedius lucidulus Erichson, 1839
- Quedius maurus (Sahlberg, 1830)
- Quedius mesomelinus (Marsham, 1802)
- Quedius molochinus (Gravenhorst, 1806)
- Quedius nemoralis Baudi di Selve, 1848
- Quedius nitipennis (Stephens, 1833)
- Quedius ochripennis (Menetries, 1832)
- Quedius ochropterus Erichson, 1840
- Quedius picipes (Mannerheim, 1830)
- Quedius suturalis Kiesenwetter, 1845
- Quedius tenellus (Gravenhorst,1806)
- Quedius umbrinus Erichson, 1839

Velleius
- Velleius dilatatus (Fabricius, 1787)

Creophilus
- Creophilus maxillosus (Linnaeus, 1758)

Dinothenarus
- Dinothenarus pubescens (De Geer, 1774)

Emus
- Emus hirtus (Linnaeus, 1758)

Ocypus
- Ocypus brunnipes (Fabricius, 1781)
- Ocypus fulvipennis Erichson, 1840
- Ocypus nitens (Schrank, 1781)
- Ocypus olens (Muller, 1764)
- Ocypus ophthalmicus (Scopoli, 1763)
- Ocypus picipennis (Fabricius, 1793)
- Ocypus tenebricosus (Gravenhorst, 1846)

Ontholestes
- Ontholestes haroldi (Eppelsheim, 1884)
- Ontholestes murinus (Linnaeus, 1758)
- Ontholestes tessellatus (Geoffroy, 1785)

Platydracus
- Platydracus chalcocephalus (Fabricius, 1801)
- Platydracus fulvipes (Scopoli, 1763)
- Platydracus latebricola (Gravenhorst, 1806)
- Platydracus stercorarius (Olivier, 1795)

Staphylinus
- Staphylinus caesareus Cederhjelm, 1798
- Staphylinus erythropterus Linnaeus, 1758

Tasgius
- Tasgius ater (Gravenhorst, 1802)
- Tasgius globulifer (Geoffroy, 1785)
- Tasgius melanarius (Heer, 1839)
- Tasgius morsitans (Rossi, 1790)
- Tasgius pedator (Gravenhorst, 1802)
- Tasgius winkleri (Bernhauer, 1906)

Gauropterus
- Gauropterus fulgidus (Fabricius, 1787)

Gyrohypnus
- Gyrohypnus angustatus Stephens, 1833
- Gyrohypnus fracticornis (Mueller, 1776)
- Gyrohypnus liebei Scheerpeltz, 1926

Leptacinus
- Leptacinus batychrus (Gyllenhal, 1827)
- Leptacinus intermedius Donisthorpe, 1936
- Leptacinus sulcifrons (Stephens, 1833)

Megalinus
- Megalinus flavocinctus Hochhuth, 1849

Phacophallus
- Phacophallus parumpunctatus (Gyllenhal, 1827)

Stenistoderus
- Stenistoderus cephalotes (Kraatz, 1858)

Xantholinus
- Xantholinus decorus Erichson, 1839
- Xantholinus distans Mulsant & Rey, 1853
- Xantholinus dvoraki Coiffait, 1956
- Xantholinus fortepunctatus Motschulsky, 1860
- Xantholinus linearis (Olivier, 1795)
- Xantholinus tricolor (Fabricius, 1787)

### SuprafamiliaScarabaeoidea

#### FamiliaGeotrupidae

##### SubfamiliaBolboceratinae
Bolboceras
- Bolboceras armiger (Scopoli, 1772)

Bolbelasmus
- Bolbelasmus unicornis Schrank, 1789

##### SubfamiliaGeotrupinae
Geotrupes
- Geotrupes mutator (Marsham, 1802)
- Geotrupes spiniger (Marsham, 1802)
- Geotrupes stercorarius (Linnaeus, 1758)
- Geotrupes stercorosus Hartmann in Scriba, 1791
- Geotrupes vernalis (Linnaeus, 1758)

##### SubfamiliaLethrinae
Lethrus
- Lethrus apterus (Laxmann, 1770)

#### FamiliaTrogidae
Trox
- Trox eispidus Pontoppidan, 1763
- Trox eversmanni Krynicky, 1832
- Trox sabulosus Linnaeus, 1758

#### FamiliaLucanidae

##### SubfamiliaSyndesinae
Sinodendron
- Sinodendron cylindricum (Linnaeus, 1758)

##### SubfamiliaLucaninae
Platycerus
- Platycerus caraboides (Linnaeus, 1758)
- Platycerus dorcus Macleay, 1819
- Platycerus parallelipipedus (Linnaeus, 1785)

Lucanus
- Lucanus cervus (Linnaeus, 1758)

#### FamiliaScarabaeidae

##### SubfamiliaAphodiinae
Aphodius
- Aphodius affinis Panzer, 1823
- Aphodius ater (De Geer, 1774)
- Aphodius biguttatus Germar, 1824
- Aphodius borealis Gyllenhal, 1827
- Aphodius brevis Erichson, 1848
- Aphodius caspius Menetries, 1832
- Aphodius circumcinctus Schmidt, 1840
- Aphodius conjugatus (Panzer, 1795)
- Aphodius constans  Duftschmid, 1805
- Aphodius depressus (Kugelan, 1792)
- Aphodius distinctus (Muller, 1776)
- Aphodius erraticus (Linnaeus, 1758)
- Aphodius fimetarius (Linnaeus, 1758)
- Aphodius fossor (Linnaeus, 1758)
- Aphodius granarius (Linnaeus, 1758)
- Aphodius haemorrhoidalis (Linnaeus, 1758)
- Aphodius hydrochoeris (Fabricius, 1798)
- Aphodius immundus (Creutzer, 1799)
- Aphodius kraatzi Harold, 1868
- Aphodius lividus (Olivier, 1789)
- Aphodius lugens Creutzer, 1799
- Aphodius luridus (Fabricius, 1775)
- Aphodius melanostictus Schmidt, 1840
- Aphodius merdarius (Fabricius, 1775)
- Aphodius nitidulus Fabricius, 1792
- Aphodius obscurus (Fabricius, 1792)
- Aphodius paracoenosus Balthasar & Hrubant, 1960
- Aphodius prodromus (Brahm, 1790)
- Aphodius punctatosulcatus Sturm, 1805
- Aphodius punctipennis Erichson, 1848
- Aphodius pusillus (Herbst, 1789)
- Aphodius putridus (Herbst, 1789)
- Aphodius quadriguttatus (Herbst, 1783)
- Aphodius quadrimaculatus (Linnaeus, 1761)
- Aphodius rufipes (Linnaeus, 1758)
- Aphodius satellitius (Herbst, 1789)
- Aphodius scrofa (Fabricius, 1787)
- Aphodius sordidus (Fabricius, 1778)
- Aphodius sphacelatus (Panzer, 1798)
- Aphodius sticticus (Panzer, 1798)
- Aphodius sturmi Harold, 1780
- Aphodius subterraneus (Linnaeus, 1758)
- Aphodius sulcatus (Fabricius, 1792)
- Aphodius tristis Zenker, 1801
- Aphodius varians  Duftschmidt, 1805

Heptaulacus
- Heptaulacus sus (Herbst, 1783)
- Heptaulacus testudinarius (Fabricius, 1775)

Oxyomus
- Oxyomus silvestris (Scopoli, 1763)

Pleurophorus
- Pleurophorus caesius (Creutzer, 1796)
- Pleurophorus sabulosus Mulsant, 1842

Rhyssemus
- Rhyssemus asper (Fabricius, 1775)
- Rhyssemus germanus (Linnaeus, 1767)

##### SubfamiliaScarabaeinae
Scarabaeus
- Scarabaeus typhon (Fischer, 1824)

Gymnopleurus
- Gymnopleurus geoffroyi Fuessly, 1775
- Gymnopleurus mopsus (Pallas, 1781)

Sisyphus
- Sisyphus schaefferi (Linnaeus, 1758)

Onthophagus
- Onthophagus amyntas (Olivier, 1789)
- Onthophagus coenobita (Herbst, 1783)
- Onthophagus fracticornis (Preyssler, 1790)
- Onthophagus furcatus (Fabricius, 1781)
- Onthophagus gibbulus (Pallas, 1781)
- Onthophagus grossepunctatus Reitter, 1905
- Onthophagus illyricus (Scopoli, 1763)
- Onthophagus kindermanni Harold, 1877
- Onthophagus lemur (Fabricius, 1781)
- Onthophagus lucidus Sturm, 1800
- Onthophagus nuchicornis (Linnaeus, 1758)
- Onthophagus ovatus (Linnaeus, 1767)
- Onthophagus ponticus Harold, 1883
- Onthophagus ruficapillus Brulle, 1832
- Onthophagus semicornis (Panzer, 1798)
- Onthophagus taurus (Schreber, 1759)
- Onthophagus vacca (Linnaeus, 1767)
- Onthophagus verticicornis (Leicharting, 1781)
- Onthophagus vitulus (Fabricius, 1776)

Caccobius
- Caccobius schreberi (Linnaeus, 1767)

Copris
- Copris lunaris (Linnaeus, 1758)

Oniticellus
- Oniticellus fulvus (Goeze, 1777)
- Oniticellus pallipes (Fabricius, 1781)

Chironitis
- Chironitis hungaricus Herbst, 1789

Onitis
- Onitis damoetas Steven, 1806

##### SubfamiliaMelolonthinae
Hoplia
- Hoplia praticola  Duftschmidt, 1805

Melolontha
- Melolontha melolontha (Linnaeus, 1758)

Polyphylla
- Polyphylla fullo (Linnaeus, 1758)

Rhizotrogus
- Rhizotrogus aequinoctialis (Herbst, 1790)
- Rhizotrogus aestivus (Olivier, 1789)
- Rhizotrogus pilicollis (Gyllenhal, 1817)
- Rhizotrogus vernus (Germar, 1823)

Amphimallon
- Amphimallon solstitialis (Linnaeus, 1758)

Serica
- Serica brunnea (Linnaeus, 1758)

Maladera
- Maladera holoserica (Scopoli, 1772)

Omaloplia
- Omaloplia erythroptera Frivaldszky, 1835
- Omaloplia spireae (Pallas, 1773)

##### SubfamiliaRutelinae
Anomala
- Anomala dubia (Scopoli, 1763)
- Anomala oblonga Fabricius, 1776
- Anomala vitis (Fabricius, 1775)

Phyllopertha
- Phyllopertha horticola (Linnaeus, 1758)

Blitopertha
- Blitopertha lineolata (Fabricius, 1798)

Anisoplia
- Anisoplia agricola (Poda, 1761)
- Anisoplia aprica Erichson, 1847
- Anisoplia austriaca (Herbst, 1783)
- Anisoplia deserticola (Fischer, 1823)
- Anisoplia lata Erichson, 1847
- Anisoplia segetum (Herbst, 1783)
- Anisoplia villosa (Goeze, 1777)

##### SubfamiliaDynastinae
Oryctes
- Oryctes nasicornis (Linnaeus, 1758)

Pentodon
- Pentodon idiota (Herbst, 1789)
- Pentodon sulcifrons Kuster, 1848

##### SubfamiliaCetoniinae
Epicometis
- Epicometis hirta (Poda, 1761)

Tropinota
- Tropinota squalida (Scopoli, 1783)

Oxythyrea
- Oxythyrea funesta (Poda, 1761)

Cetonia
- Cetonia aurata (Linnaeus, 1761)

Protaetia
- Protaetia aeruginosa (Drury, 1770)
- Protaetia affinis Andersch, 1797
- Protaetia bessarabica Panin, 1942
- Protaetia fieberi (Kraatz, 1880)
- Protaetia hungarica (Herbst, 1790)
- Protaetia lugubris (Herbst, 1786)
- Protaetia metallica (Herbst, 1782)

Gnorimus
- Gnorimus octopunctatus (Fabricius, 1775)
- Gnorimus nobilis Linnaeus, 1758

Osmoderma
- Osmoderma emerita (Scopoli, 1763)

Valgus
- Valgus hemipterus (Linnaeus, 1758)

### SuprafamiliaScirtoidea

#### FamiliaScirtidae
Cyphon
- Cyphon padi (Linnaeus, 1758)
- Cyphon variabilis (Thunberg, 1787)

Prionocyphon
- Prionocyphon serricornis (Muller, 1821)

Scirtes
- Scirtes hemisphaericus (Linnaeus, 1758)

### SuprafamiliaBuprestoidea

#### FamiliaBuprestidae

##### SubfamiliaPolycestinae
Acmaeodera
- Acmaeodera taeniata (Fabricius, 1787)

Ptosima
- Ptosima undecimmaculata (Herbst, 1784)

##### SubfamiliaChrysochroinae
Sphenoptera
- Sphenoptera antiqua (Illiger, 1803)
- Sphenoptera basalis Morawitz, 1861

Capnodis
- Capnodis tenebrionis (Linnaeus, 1758)

Perotis
- Perotis lugubris (Fabricius, 1777)

Dicerca
- Dicerca aenea (Linnaeus, 1766)
- Dicerca berolinensis (Herbst, 1779)

##### SubfamiliaBuprestinae
Lampra
- Lampra rutilans (Fabricius, 1777)

Anthaxia
- Anthaxia aurulenta Fabricius, 1787
- Anthaxia cichorii (Olivier, 1790)
- Anthaxia croesus Villers, 1789
- Anthaxia fulgurans (Schrank, 1789)
- Anthaxia funerula (Illiger, 1803)
- Anthaxia manca (Linnaeus, 1767)
- Anthaxia millefolii (Fabricius, 1801)
- Anthaxia nitidula (Linnaeus, 1758)
- Anthaxia olympica Kiesenwetter, 1880
- Anthaxia salicis (Fabricius, 1776)
- Anthaxia sepulchralis (Fabricius, 1801)

Cratomerus
- Cratomerus hungarica (Scopoli, 1772)

Chrysobothris
- Chrysobothris affinis (Fabricius, 1794)

##### SubfamiliaAgrilinae
Meliboeus
- Meliboeus fulgidicollis (Lucas, 1846)

Coroebus
- Coroebus elatus (Fabricius, 1787)
- Coroebus graminis (Panzer, 1789)
- Coroebus rubi (Linnaeus, 1767)
- Coroebus undatus (Fabricius, 1787)

Agrilus
- Agrilus angustulus (Illiger, 1803)
- Agrilus aurichalceus Redtenbacher, 1849
- Agrilus biguttatus (Fabricius, 1777)
- Agrilus chrysoderes Abeille de Perrin, 1897
- Agrilus convexicollis Redtenbacher, 1849
- Agrilus derasofasciatus Boisduval & Lacordaire, 1835
- Agrilus elatus Mequignon, 1907
- Agrilus graminis Gory & Laporte, 1837
- Agrilus laticornis (Illiger, 1803)
- Agrilus lineola Redtenbacher, 1849
- Agrilus obscuricollis Kiesenwetter, 1857
- Agrilus sulicicollis Lacordaire, 1835
- Agrilus viridis (Linnaeus, 1758)

Cylindromorphus
- Cylindromorphus filum (Gyllenhall, 1817)
- Cylindromorphus opacus Abeille, 1897 Trachys Fabricius, 1801
- Cylindromorphus minuta (Linnaeus, 1758)
- Cylindromorphus scrobiculata Kiesenwetter, 1857
- Cylindromorphus troglodytes Gyllenhal in Schonherr, 1817

### SuprafamiliaByrrhoidea

#### FamiliaByrrhidae

##### SubfamiliaByrrhinae
Byrrhus
- Byrrhus pilula (Linnaeus, 1758)

Lamprobyrrhulus
- Lamprobyrrhulus nitidus (Schaller, 1783)

### SuprafamiliaElateroidea

#### FamiliaElateridae

##### SubfamiliaAgrypninae
Agrypnus
- Agrypnus murinus (Linnaeus, 1758)

Aeolosomus
- Aeolosomus rossi (Germar, 1844)

Drasterius
- Drasterius bimaculatus (Rossi, 1790)

##### SubfamiliaLissominae
Drapetes
- Drapetes biguttatus (Piller & Mitterpacher, 1783)

##### SubfamiliaDendrometrinae
Cidnopus
- Cidnopus aeruginosus (Olivier, 1790)
- Cidnopus minutus (Linnaeus, 1758)
- Cidnopus parvulus (Panzer, 1799)
- Cidnopus pilosus (Leske, 1785)

Limonius
- Limonius aeneoniger (De Geer, 1774)
- Limonius quercus (Olivier, 1790)

Stenagostus
- Stenagostus villosus (Fourcroy, 1785)

Alcimathous
- Alcimathous sacheri Kiesenwetter, 1858

Athous
- Athous carpathophilus Reitter, 1905
- Athous haemorrhoidalis (Fabricius, 1801)
- Athous hirtus (Herbst, 1784)
- Athous jejunus Kiesenwetter, 1858
- Athous lomnickii Reitter, 1905
- Athous niger (Linnaeus, 1758)
- Athous subfuscus (Muller, 1764)
- Athous vittatus (Fabricius, 1792)

Ctenicera
- Ctenicera cuprea (Fabricius, 1775)

Actenicerus
- Actenicerus saelandicus (Muller, 1764)

Selatosomus
- Selatosomus aeneus (Linnaeus, 1758)
- Selatosomus cruciatus (Linnaeus, 1758)
- Selatosomus latus (Fabricius, 1801)
- Selatosomus nigricornis (Panzer, 1799)

Anostirus
- Anostirus globicollis (Germar, 1843)

Calambus
- Calambus bipustulatus (Linnaeus, 1767)

Denticollis
- Denticollis linearis (Linnaeus, 1758)
- Denticollis rubens Piller & Mitterpacher, 1783

Prosternon
- Prosternon tessellatum (Linnaeus, 1758)

Hypoganus
- Hypoganus cinctus (Paykull, 1800)

##### SubfamiliaNegastriinae
Zorochros
- Zorochros dermestoides (Herbst, 1806)

##### SubfamiliaElaterinae
Ampedus
- Ampedus cinnabarinus (Eschscholtz, 1829)
- Ampedus elegantulus Schoenherr, 1817
- Ampedus elongantulus (Fabricius, 1787)
- Ampedus erythrogonus (Muller, 1821)
- Ampedus nigerrimus (Boisduval & Lacordaire, 1835)
- Ampedus nigroflavus (Goeze, 1777)
- Ampedus pomonae (Stephens, 1830)
- Ampedus pomorum (Herbst, 1784)
- Ampedus praeustus (Fabricius, 1792)
- Ampedus sanguineus (Linnaeus, 1758)
- Ampedus sanguinolentus (Schrank, 1776)
- Ampedus satrapa Kiesenwetter, 1858
- Ampedus sinuatus Germar, 1844

Ischnodes
- Ischnodes sanguinicollis (Panzer, 1793)

Procraerus
- Procraerus tibialis (Lacordaire, 1835)

Megapenthes
- Megapenthes lugens (Redtenbacher, 1842)

Porthmidius
- Porthmidius austriacus (Schrank, 1781)

Sericoderma
- Sericoderma subaeneus (Redtenbacher, 1842)

Elater
- Elater ferrugineus Linnaeus, 1758

Agriotes
- Agriotes acuminatus (Stephens, 1830)
- Agriotes brevis Candeze, 1863
- Agriotes gurgistanus (Faldermann, 1835)
- Agriotes incognitus Schwarz, 1891
- Agriotes lineatus (Linnaeus, 1767)
- Agriotes medvedevi Dolin, 1960
- Agriotes obscurus (Linnaeus, 1758)
- Agriotes pilosellus (Schonherr, 1817)
- Agriotes proximus Schwarz, 1891
- Agriotes sputator (Linnaeus, 1758)
- Agriotes ustulatus (Schaller, 1783)

Dalopius
- Dalopius marginatus (Linnaeus, 1758)

Synaptus
- Synaptus filiformis (Fabricius, 1781)

Adrastus
- Adrastus montanus (Scopoli, 1763)
- Adrastus rachifer (Fourcroy, 1785)

Melanotus
- Melanotus brunnipes (Germar, 1824)
- Melanotus crassicollis (Erichson, 1841)
- Melanotus fusciceps (Gyllenhal, 1817)
- Melanotus niger (Fabricius, 1792)
- Melanotus rufipes (Herbst, 1784)

##### SubfamiliaCardiophorinae
Cardiophorus
- Cardiophorus cinereus (Herbst, 1784)
- Cardiophorus ebeninus (Germar, 1824)
- Cardiophorus equiseti (Herbst, 1784)
- Cardiophorus erichsoni Buysson, 1901
- Cardiophorus gramineus (Scopoli, 1763)
- Cardiophorus nigerrimus Erichson, 1840
- Cardiophorus rubripes (Germar, 1824)
- Cardiophorus rufipes (Goeze, 1777)

#### FamiliaDrilidae
Drilus
- Drilus concolor Ahrens, 1812

#### FamiliaOmalisidae
Omalisus
- Omalisus fontisbellaquaei Geoffroy, 1785

#### FamiliaCantharidae

##### SubfamiliaLampyrinae
Lampyris
- Lampyris noctiluca (Linnaeus, 1758)

##### SubfamiliaCantharinae
Cantharis
- Cantharis annularis Menetries, 1836
- Cantharis haemorrhoidalis Fabricius, 1792
- Cantharis lateralis Linnaeus, 1758
- Cantharis livida Linnaeus, 1758
- Cantharis nigricans (Mueller, 1776)
- Cantharis obscura Linnaeus, 1758
- Cantharis pellucida Fabricius, 1792
- Cantharis pulicaria Fabricius, 1781
- Cantharis quadripunctata (Mueller, 1776)
- Cantharis rufa Linnaeus, 1758
- Cantharis rustica Fallen, 1807

Rhagonycha
- Rhagonycha atra (Linnaeus, 1767)
- Rhagonycha femoralis (Brulle, 1832)
- Rhagonycha fulva (Scopoli, 1763)
- Rhagonycha lignosa (Mueller, 1764)
- Rhagonycha nigriventris Motschulsky, 1860
- Rhagonycha testacea (Linnaeus, 1758)

##### SubfamiliaSilinae
Silis
- Silis ruficollis (Fabricius, 1775)

##### SubfamiliaMalthininae
Malthinus
- Malthinus biguttatus (Linnaeus, 1758)
- Malthinus minimus Palm, 1975
- Malthinus punctatus (Geoffroy, 1785)

### SuprafamiliaBostrichoidea

#### FamiliaDermestidae

##### SubfamiliaDermestinae
Dermestes
- Dermestes ater De Geer, 1774
- Dermestes bicolor Fabricius, 1781
- Dermestes frischi Kugelann, 1792
- Dermestes laniarius Illiger, 1801
- Dermestes lardarius Linnaeus, 1758
- Dermestes mustelinus Erichson, 1846
- Dermestes undulatus Brahm, 1790
- Dermestes maculatus De Geer, 1774

##### SubfamiliaAttageninae
Atta
- Atta piceus (Olivier, 1790)

##### SubfamiliaMagatominae
Trogoderma
- Trogoderma versicolor (Creutzer, 1799)

Anthrenus
- Anthrenus fuscus Olivier, 1789
- Anthrenus pimpinellae Fabricius, 1775
- Anthrenus scrophulariae (Linnaeus, 1758)
- Anthrenus verbasci (Linnaeus, 1767)

#### FamiliaBostrichidae

##### SubfamiliaBostrichinae
Bostrichus
- Bostrichus capucinus (Linnaeus, 1758)

Lichenophanes
- Lichenophanes varius (Illiger 1801)

Xylonites
- Xylonites retusus (Olivier, 1790)

Sinoxylon
- Sinoxylon perforans (Schrank, 1789)

##### SubfamiliaPsoinae
Psoa
- Psoa viennensis Herbst, 1797

##### SubfamiliaLyctinae
Lyctus
- Lyctus suturalis Faldermann, 1837

#### FamiliaPtinidae

##### SubfamiliaEucradinae
Ptinomorphus
- Ptinomorphus imperialis (Linnaeus, 1767)

##### SubfamiliaPtininae
Ptinus
- Ptinus fur (Linnaeus, 1758)
- Ptinus latro Fabricius, 1775
- Ptinus testaceus Olivier, 1790
- Ptinus variegatus Rossi, 1794
- Ptinus villiger Reitter, 1884

##### SubfamiliaDryophilinae
Dryophilus
- Dryophilus pusillus (Gyllenhal, 1808)

##### SubfamiliaErnobiinae
Xestobium
- Xestobium rufovillosum (De Geer, 1774)

##### SubfamiliaAnobiinae
Oligomerus
- Oligomerus brunneus (Olivier, 1790)

Stegobium
- paniceum (Linnaeus, 1758)

Anobium
- Anobium fulvicorne (Sturm, 1837)
- Anobium punctatum (De Geer, 1774)
- Anobium rufipes Fabricius, 1792

Priobium
- Priobium carpini (Herbst, 1793)

Ptilinus
- Ptilinus fuscus Geoffroy, 1785
- Ptilinus pectinicornis (Linnaeus, 1758)

##### SubfamiliaXyletininae
Xyletinus
- Xyletinus ater (Creutzer, 1796)
- Xyletinus laticollis (Duftschmid, 1825)
- Xyletinus maculatus Kiesenwetter, 1877

##### SubfamiliaDorcatominae
Caenocara
- Caenocara subglobosa (Mulsant & Rey, 1864)

### Suprafamilia Cleroidea

#### Familia Trogossitidae

##### Subfamilia Trogossitinae
Nemozoma
- Nemozoma elongatum (Linnaeus, 1761)

Tenebroides
- Tenebroides mauritanicus (Linnaeus, 1758)

#### Familia Cleridae

##### Subfamilia Clerinae
Denops
- Denops albofasciatus (Charpentier, 1825)

Opilo
- Opilo pallidus (Olivier, 1795)

Thanasimus
- Thanasimus formicarius (Linnaeus, 1758)

Clerus
- Clerus mutillarius Fabricius, 1775

Trichodes
- Trichodes apiarius (Linnaeus, 1758)

##### Subfamilia Korynetinae
Necrobia
- Necrobia violacea (Linnaeus, 1758)

Opetiopalpus
- Opetiopalpus scutellaris (Panzer, 1797)

#### Familia Melyridae

##### Subfamilia Dasytinae
Dasytiscus
- Dasytiscus affinis Morawitz, 1861

Danacea
- Danacea nigritarsis (Kuster, 1850)
- Danacea pallipes (Panzer, 1795)

Enicopus
- Enicopus pilosus (Scopoli, 1763)

Dasytes
- Dasytes flavipes (Olivier, 1790)
- Dasytes fusculus (Illiger, 1801)
- Dasytes niger (Linnaeus, 1767)
- Dasytes plumbeus (Muller, 1776)
- Dasytes subaeneus Schonherr, 1817

Dolichosoma
- Dolichosoma lineare (Rossi, 1794)

##### Subfamilia Malachiinae
Charopus
- Charopus flavipes Paykull, 1798

Ebaeus
- Ebaeus appendiculatus Erichson, 1840
- Ebaeus flavicornis Erichson, 1840

Sphinginus
- Sphinginus lobatus (Olivier, 1790)

Attalus
- Attalus analis (Panzer, 1796)

Axinotarsus
- Axinotarsus marginalis (Laporte, 1840)
- Axinotarsus pulicarius (Fabricius, 1775)

Malachius
- Malachius aeneus (Linnaeus, 1758)
- Malachius bipustulatus (Linnaeus, 1758)
- Malachius geniculatus Germar, 1824
- Malachius marginellus Olivier, 1819
- Malachius viridis Fabricius, 1787

Anthocomus
- Anthocomus bipunctatus (Harrer, 1784)

### Suprafamilia Cucujoidea

#### Familia Byturidae

##### Subfamilia Byturinae
Byturus
- Byturus ochraceus (Scriba, 1791)

#### Familia Sphindidae
Aspidiphorus
- Aspidiphorus orbiculatus (Gyllenhal, 1808)

#### Familia Erotylidae

##### Subfamilia Erotylinae
Triplax
- Triplax lepida (Faldermann, 1837)

Dacne
- Dacne bipustulata (Thunberg, 1781)
- Dacne rufifrons (Fabricius, 1775)

#### Familia Monotomidae
Monotoma
- Monotoma brevicollis Aube, 1838

##### Subfamilia Rhizophaginae
Rhizophagus
- Rhizophagus paralellocollis (Gyllenhal, 1827)

#### Familia Cryptophagidae

##### Subfamilia Cryptophaginae
Telmatophilus
- Telmatophilus caricis (Olivier, 1790)
- Telmatophilus sparganii Ahrens, 1812

Cryptophagus
- Cryptophagus acutangulus Gyllenhal, 1827
- Cryptophagus cellaris (Scopoli, 1763)
- Cryptophagus pilosus Gyllenhal, 1827

#### Familia Silvanidae

##### Subfamilia Silvaninae
Silvanus
- Silvanus fagi Guerin-Meneville, 1844

Oryzaephilus
- Oryzaephilus surinamensis (Linnaeus, 1758)

Uleiota
- Uleiota planata (Linnaeus, 1761)

#### Familia Cucujidae

##### Subfamilia Cucujinae
Cucujus
- Cucujus cinnaberinus (Scopoli, 1763)

#### Familia Phalacridae

##### Subfamilia Phalacrinae
Phalacrus
- Phalacrus coruscus (Panzer, 1797)

Olibrus
- Olibrus bicolor (Fabricius, 1792)
- Olibrus bimaculatus Kuster, 1848
- Olibrus bisignatus (Menetries, 1849)
- Olibrus corticalis (Panzer, 1796)
- Olibrus flavicornis (Sturm, 1807)
- Olibrus liquidus Erichson, 1845
- Olibrus millefolii (Paykull, 1800)

Stilbus
- Stilbus atomarius (Linnaeus, 1767)
- Stilbus oblongus (Erichson, 1845)
- Stilbus testaceus (Panzer, 1797)

#### Familia Laemophloeidae
Laemophloeus
- Laemophloeus monilis (Fabricius, 1787)
- Laemophloeus testaceus (Fabricius, 1792)

#### Familia Kateretidae
Brachypterolus
- Brachypterolus pulicarius (Linnaeus, 1758)

#### Familia Nitidulidae

##### Subfamilia Meligethinae
Meligethes
- Meligethes aeneus (Fabricius, 1775)
- Meligethes coracinus Sturm, 1845
- Meligethes erythropus (Marsham, 1802)
- Meligethes flavipes Sturm, 1845
- Meligethes hebes Erichson, 1845
- Meligethes lepidii Miller, 1852
- Meligethes maurus Sturm, 1845
- Meligethes pedicularius (Gyllenhal, 1808)
- Meligethes picipes Sturm, 1845
- Meligethes viduatus (Heer, 1841)

Omosita
- Omosita colon (Linnaeus, 1758)
- Omosita discoidea (Fabricius, 1775)

##### Subfamilia Carpophilinae
Carpophilus
- hemipterus (Linnaeus, 1758)

##### Subfamilia Nitidulinae
Nitidula
- Nitidula carnaria (Schaller, 1783)

Soronia
- Soronia grisea (Linnaeus, 1758)
- Soronia punctatissima (Illiger, 1794)

Pocadius
- Pocadius ferrugineus (Fabricius, 1775)

Amphotis
- Amphotis marginata (Fabricius, 1781)

##### Subfamilia Epuraeinae
Epuraea
- Epuraea guttata (Olivier, 1790)
- Epuraea silacea (Herbst, 1784)

#### Familia Cerylonidae

##### Subfamilia Ceryloninae
Cerylon
- Cerylon deplanatum Gyllenhal, 1827
- Cerylon histeroides (Fabricius, 1792)

#### Familia Endomychidae

##### Subfamilia Lycoperdininae
Lycoperdina
- Lycoperdina succincta (Linnaeus, 1767)

#### Familia Coccinellidae

##### Subfamilia Scymninae
Stethorus
- Stethorus punctillum (Weise, 1891)

Nephus
- Nephus quadrimaculatus (Herbst, 1783)

Vibidia
- Vibidia duodecimpunctata (Poda, 1761)

Pullus
- Pullus apetzi Mulsant, 1846
- Pullus ater Kugelann, 1794
- [[Pullus auritus Thunberg, 1795
- Pullus frontalis (Fabricius, 1787)
- Pullus rubromaculatus Goeze, 1777
- Pullus subvillosus (Goeze, 1777)
- Pullus suturalis Thunberg, 1795
- Pullus testaceus Motschulsky, 1837

Hyperaspis
- Hyperaspis campestris Herbst, 1783
- Hyperaspis pseudopustulata Mulsant, 1853

##### Subfamilia Chilocorinae
Exochomus
- Exochomus flavipes (Thunberg, 1781)

quadripustulatus]] (Linnaeus, 1758)
Chilocorus
- Chilocorus bipustulatus (Linnaeus, 1758)

Platynaspis
- Platynaspis luteorubra (Goeze, 1777)

##### Subfamilia Coccidulinae
Coccidula
- Coccidula scutellata (Herbst, 1783)

##### Subfamilia Coccinellinae
Coccinula
- Coccinula quatuordecimpustulata (Linnaeus, 1758)

Tytthaspis
- Tytthaspis sedecimpunctata (Linnaeus, 1761)

Propylea
- Propylea quatuordecimpunctata (Linnaeus, 1758)

Calvia
- Calvia quatuordecimguttata (Linnaeus, 1758)

Psyllobora
- Psyllobora vigintiduopunctata (Linnaeus, 1758)

Hippodamia
- Hippodamia tredecimpunctata (Linnaeus, 1758)

[[Semiadalia
- Semiadalia undecimnotata (Schneider, 1792)

Adonia
- Adonia variegata (Goeze, 1777)

Coccinella
- Coccinella septempunctata Linnaeus, 1758

Synharmonia
- Synharmonia conglobata Linnaeus, 1758

Adalia
- Adalia bipunctata (Linnaeus, 1758)
- Adalia decempunctata (Linnaeus, 1758)

Harmonia
- Harmonia axyridis Pallas, 1773

##### Subfamilia Epilachninae
Subcoccinella
- Subcoccinella vigintiquatuorpunctata (Linnaeus, 1758)

Cynegetis
- Cynegetis impunctata (Linnaeus, 1767)

#### Familia Corylophidae

##### Subfamilia Sericoderinae
Sericoderus
- Sericoderus lateralis (Gyllenhal, 1827)

==== Familia Latridiidae

##### Subfamilia Latridiinae
Latridius
- Latridius lardarius (De Geer, 1775)

Enicmus
- Enicmus minutus (Linnaeus, 1767)
- Enicmus transversus (Olivier, 1790)

Corticaria
Corticaria fulva (Comolli, 1837)
- Corticaria pubescens (Gyllenhal, 1827)

Cortinicara
- Cortinicara gibbosa (Herbst, 1793)

### Suprafamilia Tenebrionoidea

#### Familia Mycetophagidae

##### Subfamilia Mycetophaginae
Litargu
- Litargu connexus (Geoffroy, 1785)

Mycetophagus
- Mycetophagus ater (Reitter, 1879)
- Mycetophagus decempunctatus Fabricius,1801
- Mycetophagus piceus (Fabricius, 1777)
- Mycetophagus quadriguttatus Mueller, 1821
- Mycetophagus quadripustulatus (Linnaeus, 1751)

[[Typhaea
- Typhaea stercorea (Linnaeus, 1758)

#### Familia Ciidae

##### Subfamilia Ciinae
Cis
- Cis setiger Mellie, 1849

Ennearthron
- Ennearthron affinis (Gyllenhal, 1827)

#### Familia Tetratomidae

##### Subfamilia Tetratominae
Tetratoma
- Tetratoma fungorum Fabricius, 1790

#### Familia Melandryidae

##### Subfamilia Osphyinae
Osphya
- Osphya bipunctata (Fabricius, 1775)

#### Familia Mordellidae

##### Subfamilia Mordellinae
Tomoxia
- Tomoxia bucephala Costa, 1854

Mordella
- Mordella aculeate Linnaeus, 1758
- Mordella fasciata Fabricius, 1775
- Mordella perlata Sulzer, 1776
- Mordella sulcicauda Mulsant, 1856

Mordellistena
- Mordellistena parvula (Gyllenhal, 1827)
- Mordellistena parvuliformis Stschegoleva-Barovskaja 1930
- Mordellistena pumila (Gyllenhal, 1810)

Mordellochroa
- Mordellochroa abdominalis (Fabricius, 1775)

#### Familia Ripiphoridae

##### Subfamilia Ptilophorinae
Ptilophorus
- Ptilophorus dufouri (Latreille, 1817)

##### Subfamilia Ripiphorinae
Macrosiagon
- Macrosiagon tricuspidatum Lepechin, 1774

#### Familia Zopheridae

##### Subfamilia Colydiinae
Aulonium
- Aulonium trisulcum (Geoffroy, 1785)

Bitoma
- Bitoma crenata (Fabricius, 1775)

Colobicus
- Colobicus marginatus Latreille, 1807

Colydium
- Colydium elongatum (Fabricius, 1787)

#### Familia Tenebrionidae

##### Subfamilia Pimeliinae
Tentyria
- Tentyria nomas (Pallas, 1781)

Asida
- [[Asida lutosa Solier, 1836

Pimelia
- Pimelia subglobosa (Pallas, 1781)

##### Subfamilia Tenebrioninae
Cryphaeus
- Cryphaeus cornutus (Fischer &Waldheim, 1823)

Gnaptor
- Gnaptor spinimanus (Pallas, 1781)

Blaps
- Blaps halophila Fischer & Waldheim, 1832
- Blaps lethifera Marsham, 1802
- Blaps mortisaga (Linnaeus, 1758)

Oodescelis
- Oodescelis polita (Sturm, 1807)

Dendarus
- Dendarus punctatus (Serville, 1825)

Pedinus
Pedinus fallax Muls &]] Rey, 1853
- Pedinus femoralis (Linnaeus, 1767)

Gonocephalum
- Gonocephalum pusillum (Fabricius, 1791)

Opatrum
- Opatrum sabulosum (Linnaeus, 1761)

Melanimon
- Melanimon tibiale (Fabricius, 1781)

Bolitophagus
- Bolitophagus reticulatus (Linnaeus, 1767)

Scaphydema
- Scaphydema metallicum (Fabricius, 1792)

Tribolium
- Tribolium castaneum (Herbst, 1797)
- Tribolium confusum Jacquelin du Val, 1868
- Tribolium destructor Uyttenboogaart, 1933

Uloma
- Uloma culinaris (Linnaeus, 1758)

Alphitobius
- Alphitobius diaperinus (Panzer, 1797)

Diaclina
- Diaclina testudinea (Piller & Mitterpacher, 1783)

Tenebrio
- Tenebrio molitor Linnaeus, 1758
- Tenebrio obscurus Fabricius, 1792
- Tenebrio opacus  Duftschmid, 1812

Probaticus
- Probaticus subrugosus (Duftschmidt, 1812)

Cylindronotus
- Cylindronotus aeneus (Scopoli, 1763)
- Cylindronotus dermestoides (Illiger, 1798)
- Cylindronotus gilvipes Menetries, 1849

##### Subfamilia Diaperinae
Crypticus
- Crypticus quisquilius (Linnaeus, 1761)

Platydema
- Platydema violaceum (Fabricius, 1790)

Diaperis
- Diaperis boleti (Linnaeus, 1758)

Alphitophagus
- Alphitophagus bifasciatus (Say, 1832)

Hypophloeus
- Hypophloeus bicolor (Olivier, 1790)
- Hypophloeus unicolor (Piller & Mitterpacher, 1783)

##### Subfamilia Lagriinae
Belopus
- Belopus procerus (Mulsat, 1854)

Lagria
- Lagria atripes Mulsant & Guillebeau, 1855
- Lagria hirta (Linnaeus, 1758)

##### Subfamilia Alleculinae
Prionychus
- Prionychus ater (Fabricius, 1775)

Pseudocistela
- Pseudocistela ceramboides (Linnaeus, 1758)

Isomira
- Isomira murina (Linnaeus, 1758)

Mycetochara
- Mycetochara axillaris (Paykull, 1799)
- Mycetochara gracilis (Faldermann, 1837)

Podonta
- Podonta daghestanica Reitter, 1885

Podonta dalmatina Baudi, 1877
Cteniopus
- Cteniopus flavus (Scopoli, 1763)
- Cteniopus sulphureus (Linnaeus, 1758)

Omophlus
- Omophlus lepturoides (Fabricius, 1787)
- Omophlus proteus Kirsch, 1869

Hymenalia
- Hymenalia rufipes (Fabricius, 1792)

Gonodera
- Gonodera luperus (Herbst, 1783)

#### Familia Oedemeridae

##### Subfamilia Nacerdinae
Nacerdes
- Nacerdes melanura (Linnaeus, 1758)

##### Subfamilia Oedemerinae
[[Ischnomera
- caerulea (Linnaeus, 1758)

Oedemera
- Oedemera femorata (Scopoli, 1763)
- Oedemera lurida (Marsham, 1802)
- Oedemera podagrariae (Linnaeus, 1767)
- Oedemera virescens (Linnaeus, 1767)

#### Familia

##### Subfamilia Meloinae
Cerocoma
- Cerocoma muehlfeldi Gyllenhal, 1817
- Cerocoma schaefferi (Linnaeus, 1758)
- Cerocoma schreberi (Fabricius, 1718)

Epicauta
- Epicauta rufidorsum (Goeze, 1777)

Lydus
- Lydus chalybaeus (Tauscher, 1812)
- Lydus halbhuberi Escherich, 1896
- Lydus syriacus (Linnaeus, 1764)
- Lydus trimaculatus Fabricius, 1775

Lytta
- Lytta vesicatoria (Linnaeus, 1778)

Meloe
- Meloe decorus Brandt & Erichson, 1832
- Meloe hungarus Schrank, 1776
- Meloe proscarabaeus Linnaeus, 1758
- Meloe rugosus Marsham, 1802
- Meloe scabriusculus Brandt & Erichson, 1832
- Meloe variegatus Donovan, 1776
- Meloe violaceus Marsham, 1802

Mylabris
- Mylabris decempunctata Fabricius, 1781
- Mylabris polymorpha (Pallas, 1771)
- Mylabris pusilla Olivier, 1811
- Mylabris variabilis (Pallas, 1782)

Oenas
- Oenas crassicornis (Illiger, 1800)

##### Subfamilia Nemognathinae
Euzonitis
- [[Euzonitis bifasciata
- Euzonitis sexmaculata (Olivier, 1789)

Stenodera
- Stenodera caucasica (Pallas, 1781)

Sitaris
- Sitaris muralis (Forster, 1771)

Stenoria
- Stenoria apicalis (Latreille, 1804)

#### Familia Pythidae
Rhinosimus
- Rhinosimus ruficollis (Linnaeus, 1761)

Mycterus
- Mycterus umbellatarum (Fabricius, 1787)

#### Familia Pyrochroidae

##### Subfamilia Pyrochroinae
Pyrochroa
- Pyrochroa coccinea Linnaeus, 1761
- Pyrochroa serraticornis Scopoli, 1763

#### Familia Anthicidae

##### Subfamilia Anthicinae
Notoxus
- Notoxus monoceros (Linnaeus, 1760)
- Notoxus trifasciatus Rossi, 1792

Formicomus
- Formicomus nobilis Faldermann, 1837
- Formicomus pedestris (Rossi, 1790)

Anthicus
- Anthicus antherinus (Linnaeus, 1761)
- Anthicus ater (Panzer, 1797)
- Anthicus floralis (Linnaeus, 1758)
- Anthicus hispidus (Rossi, 1792)

Cyclodinus
- Cyclodinus morawitzi (Desbroches des Loges, 1875)

#### Familia Scraptiidae

##### Subfamilia Anaspidinae
Pentaria
- Pentaria badia (Rosenhauer, 1847)

Anaspis
- Anaspis brunnipes Mulsant, 1856
- Anaspis flava (Linnaeus, 1758)
- Anaspis frontalis (Linnaeus, 1758)
- Anaspis palpalis Gerhardt, 1876
- Anaspis ruficollis (Fabricius, 1792)
- Anaspis steppensis Motschulsky, 1860

### Suprafamilia Chrysomeloidea

#### Familia Cerambycidae

##### Subfamilia Prioninae
Prionus
- Prionus coriarius (Linnaeus, 1758)

Megopis
- Megopis scabricornis (Scopoli, 1763)

##### Subfamilia Lepturinae
Rhamnusium
- Rhamnusium bicolor (Schrank, 1781)

Rhagium
- Rhagium mordax (De Geer, 1775)
- Rhagium sycophanta (Schrank, 1781)

Stenocorus
- Stenocorus meridianus (Linnaeus, 1758)
- Stenocorus quercus (Goetz, 1783)

Pachyta
- Pachyta quadrimaculata (Linnaeus, 1758)

Dinoptera
- Dinoptera collaris (Linnaeus, 1758)

Pidonia
- Pidonia lurida (Fabricius, 1792)
- Pidonia suturalis Le Conte, 1858

Cortodera
- Cortodera humeralis (Schaller, 1783)
- Cortodera villosa Heyden, 1876

Grammoptera
- Grammoptera ruficornis (Fabricius, 1781)

Alosterna
- Alosterna tabacicolor De Geer, 1775

Leptura
- Leptura aurulenta Fabricius, 1792
- Leptura bisignata Brulle, 1832
- Leptura livida (Fabricius, 1776)
- Leptura unipunctata Fabricius, 1787

Pachytodes
- Pachytodes cerambyciformis (Schrank, 1781)
- Pachytodes erratica (Dalman, 1817)

Anoplodera
- Anoplodera sexgutata (Fabricius, 1775)
- Anoplodera rufipes Schaller, 1783

Strangalia
- Strangalia attenuata (Linnaeus, 1758)
- Strangalia bifasciata (Muller, 1776)
- Strangalia maculata (Poda, 1761)
- Strangalia melanura (Linnaeus, 1758)
- Strangalia nigra (Linnaeus, 1758)
- Strangalia revestita (Linnaeus, 1767)

Stenurella
- Stenurella septempunctata (Fabricius, 1792)

##### Subfamilia Spondylidinae
Tetropium
- Tetropium fuscum (Fabricius, 1787)

##### Subfamilia Necydalinae
Necydalis
- Necydalis major Linnaeus, 1758

##### Subfamilia Cerambycinae
Obrium
- Obrium cantharinum (Linnaeus, 1767)

Cerambyx
- Cerambyx cerdo Linnaeus, 1758
- Cerambyx miles Bonelli, 1812
- Cerambyx scopolii Fusslins, 1775

Stenopterus
- Stenopterus rufus Linnaeus, 1767

Molorchus
- Molorchus umbellatarum (Schreber, 1759)

Callimellum
- Callimellum angulatum (Schrank, 1789)

Aromia
- Aromia moschata (Linnaeus, 1758)

Rosalia
- Rosalia alpina (Linnaeus, 1758)

Hylotrupes
- Hylotrupes ajulus (Linnaeus, 1758)

Ropalopus
- Ropalopus clavipes (Fabricius, 1775)
- Ropalopus femoratus (Linnaeus, 1758)
- Ropalopus macropus (Germar, 1824)
- Ropalopus varini (Bedel, 1870)

Callidium
- Callidium coriaceum (Paykull, 1800)
- Callidium violaceum (Linnaeus, 1758)

Pyrrhidium
- Pyrrhidium sanguineum (Linnaeus, 1758)

Phymatodes
- Phymatodes fasciatus (Villers, 1789)
- Phymatodes pusillus (Fabricius, 1787)
- Phymatodes rufipes (Fabricius, 1767)
- Phymatodes testaceus (Linnaeus, 1758)

Poecilium
- Poecilium alni (Linnaeus, 1767)

Xylotrechus
- Xylotrechus antilope Schenherr, 1817
- Xylotrechus pantherinus (Savenius, 1825)
- Xylotrechus rusticus (Linnaeus, 1758)

Clytus
- Clytus arietis (Linnaeus, 1758)
- Clytus rhamni Germar, 1817
- Clytus tropicus (Panzer, 1795)

Cyrtoclytus
- Cyrtoclytus capra (Germar, 1824)

Plagionotus
- Plagionotus arcuatus (Linnaeus, 1758)
- Plagionotus detritus (Linnaeus, 1758)
- Plagionotus floralis (Pallas, 1733)

Isotomus
- Isotomus speciosus (Schneider, 1787)

Chlorophorus]]
- Chlorophorus figuratus (Scopoli, 1763)
- Chlorophorus herbstii (Brahm, 1790)
- Chlorophorus sartor (Muller, 1766)
- Chlorophorus varius (Muller, 1766)

Anaglyptus
- Anaglyptus mysticus (Linnaeus, 1758)

Purpuricenus
- Purpuricenus kaehleri (Linnaeus, 1758)

##### Subfamilia Lamiinae
Mesosa
- Mesosa curculionoides (Linnaeus, 1761)
- Mesosa nebulosa (Fabricius, 1781)

Anaesthetis
- Anaesthetis testacea (Fabricius, 1781)

Monochamus
- Monochamus sutor (Fabricius, 1787)

Morimus
- Morimus funereus Mulsant, 1863

Lamia
- Lamia textor (Linnaeus, 1758)

Neodorcadion
- Neodorcadion bilineatum (Germar, 1824)
- Dorcadion
- Dorcadion aethiops (Scopoli, 1763)
- Dorcadion carinatum (Pallas, 1771)
- Dorcadion caucasicum Kuster, 1847
- Dorcadion decipiens Germar, 1824
- Dorcadion equestre (Laxmann, 1770)
- Dorcadion fulvum (Scopoli, 1763)
- Dorcadion holosericeum Krynicky, 1832
- Dorcadion litiosum Ganglbauer, 1884
- Dorcadion pedestre Poda, 1761
- Dorcadion pusillum Koster, 1847
- Dorcadion scopolii (Herbst, 1784)
- Dorcadion tauricum Waltl, 1838

Pogonocherus
- Pogonocherus hispidulus (Piller & Miterpacher, 1783)
- Pogonocherus hispidus (Linnaeus, 1758)

Acanthocinus
- Acanthocinus aedilis (Linnaeus, 1758)

Leiopus
- Leiopus nebulosus (Linnaeus, 1758)

Exocentrus
- Exocentrus adspersus Mulsant, 1846
- Exocentrus lusitanus (Linnaeus, 1767)
- Exocentrus stierlini Ganglbauer, 1883

Phytoecia
- Phytoecia affinis (Harrer, 1784)
- Phytoecia coerulea Scopoli, 1772
- Phytoecia coerulescens (Scopoli, 1763)
- Phytoecia cylindrica (Linnaeus, 1758)
- Phytoecia icterica (Schaller, 1783)
- Phytoecia nigricornis (Fabricius, 1781)
- Phytoecia pustulata (Schrank, 1776)
- [[Phytoecia rubropunctata Goeze, 1777
- Phytoecia scutellata (Fabricius, 1793)
- Phytoecia virgula (Charpentier, 1825)

Acanthoderes
- Acanthoderes clavipes (Scharnk, 1781)

Tetrops
- Tetrops praeusta (Linnaeus, 1758)
- Tetrops starki Chevrolat, 1859

Saperda
- Saperda carcharias (Linnaeus, 1758)
- Saperda octopunctata (Scopoli, 1792)
- Saperda punctata (Linnaeus, 1767)
- Saperda scalaris (Linnaeus, 1758)

Stenostola
- Stenostola ferrea (Schrank, 1776)

Oberea
- Oberea erythrocephala (Schrank, 1776)
- Oberea euphorbiae (Germar, 1813)

Agapanthia
- Agapanthia asphodeli (Latreille, 1804)
- Agapanthia dahli (Richter, 1821)
- Agapanthia leucaspis (Steven, 1817)
- Agapanthia maculicornis (Gyllenhal, 1817)
- Agapanthia villosovirieiscens (De Geer, 1775)
- Agapanthia violacea (Fabricius, 1775)

Pilemia
- Pilemia hirsutula (Frolich, 1793)
- Pilemia tigrina (Mulsant, 1851)

#### Familia Megalopodidae

##### Subfamilia Zeugophorinae
Zeugophora
- Zeugophora subspinosa (Fabricius, 1781)

#### Familia Orsodacnidae

##### Subfamilia Orsodachinae
[[Orsodache
- Orsodache cerasi (Linnaeus, 1758)
- Orsodache lineola (Panzer, 1795)

#### Familia Chrysomelidae

##### Subfamilia Bruchinae
Callosobruchus
- Callosobruchus chinensis Linnaeus, 1758

Bruchus
- Bruchus affinis Frolich, 1799
- Bruchus atomarius Linnaeus, 1761
- Bruchus brachialis Fahrens, 1839
- Bruchus emarginatus Allard, 1868
- Bruchus lentis Frolich, 1799
- Bruchus loti Paykull, 1800
- Bruchus luteicornis Illiger, 1794
- Bruchus pisorum Linnaeus, 1758
- Bruchus rufimanus Boheman, 1833
- Bruchus rufipes Herbst, 1783

Bruchidius
- Bruchidius biguttatus (Olivier, 1795)
- Bruchidius glycyrrhizae (Gyllenhal, 1839)
- Bruchidius halodendri Gebler, 1825
- Bruchidius mulsanti (Brisout, 1863)
- Bruchidius nanus Germar, 1824
- Bruchidius obscuripes (Gyllenhal, 1839)
- Bruchidius seminarius (Linnaeus, 1767)
- Bruchidius unicolor Olivier, 1795

Acanthoscelides
- Acanthoscelides obtectus (Say, 1831)
- Acanthoscelides pallidipennis (Motschulsky, 1874)

Euspermophagus
- Euspermophagus sericeus Geoffroy, 1785

##### Subfamilia Donaciinae
Donacia
- Donacia bicolor (Zschach, 1788)
- Donacia brevicornis (Ahrens, 1810)
- Donacia cinerea (Herbst, 1783)
- Donacia clavipes (Fabricius, 1792)
- Donacia polita (Kunze, 1818)
- Donacia simplex (Fabricius, 1775)
- Donacia versicolorea (Brahm, 1790)

Plateumaris
- Plateumaris affinis (Kunze, 1818)
- Plateumaris braccata (Scopoli, 1772)

##### Subfamilia Criocerinae
Lilioceris
- Lilioceris lilii (Scopoli, 1763)
- Lilioceris merdigera (Linnaeus, 1758)

Crioceris
- Crioceris asparagi (Linnaeus, 1758)
- Crioceris duodecimpunctata (Linnaeus, 1758)
- Crioceris quatuodecimpunctata (Scopoli, 1763)
- Crioceris quincuepunctata (Scopoli, 1763)

Oulema
- Oulema erichsoni (Suffrian, 1841)
- Oulema gallaeciana (Heyden, 1870)
- Oulema melanopus (Linnaeus, 1758)
- Oulema septentrionis (Weise, 1880)
- Oulema tristis (Herbst, 1786)

Lema
- Lema cyanella (Linnaeus, 1758)

##### Subfamilia Cassidinae
Hispa
- Hispa atra (Linnaeus, 1758)

Pilemastoma
- Pilemastoma fastuosa (Schaller, 1783)

Hypocassida
- Hypocassida subferruginea (Schrank, 1776)

Cassida
- Cassida atrata Fabricius, 1787
- Cassida azurea Fabricius, 1801
- Cassida canaliculata Laicharting, 1781
- Cassida denticollis Suffrian, 1844
- Cassida ferruginea Goeze, 1777
- Cassida flaveola Thunberg, 1794
- Cassida margaritacea Schaller, 1783
- Cassida murraea Linnaeus, 1767
- Cassida nebulosa Linnaeus, 1758
- Cassida nobilis Linnaeus, 1758
- Cassida pannonica Suffrian, 1844
- Cassida panzeri Weise, 1907
- Cassida prasina Illiger, 1798
- Cassida rubiginosa Mueller, 1776
- Cassida sanguinolenta Mueller, 1776
- Cassida sanguinosa Suffrian, 1844
- Cassida stigmatica Suffrian, 1844
- Cassida subreticulata Suffrian, 1844
- Cassida vibex Linnaeus, 1767
- Cassida viridis Linnaeus, 1758

##### Subfamilia Chrysomelinae
Timarcha
- Timarcha pratensis (Duftschmidt, 1825)
- Timarcha rugulosa (Herrich-Schaffer, 183)

Leptinotarsa
- Leptinotarsa decemlineata (Say, 1824)

Chrysolina
- Chrysolina cerealis (Linnaeus, 1758)
- Chrysolina cinctipennis (Harold, 1847)
- Chrysolina fastuosa (Scopoli, 1763)
- Chrysolina geminata (Paykull, 1799)
- Chrysolina graminis (Linnaeus, 1758)
- Chrysolina gypsophilae (Kuster, 1845)
- Chrysolina haemoptera (Linnaeus, 1758)
- Chrysolina herbacea (Duftschmidt, 1825)
- Chrysolina limbata (Fabricius, 1775)
- Chrysolina marginalis  Duftschmidt, 1825
- Chrysolina marginata (Linnaeus, 1758)
- Chrysolina olivieri (Bedel, 1807)
- Chrysolina oricalcia (Muller, 1776)
- Chrysolina polita (Linnaeus, 1758)
- Chrysolina quadrigemina (Suffrain, 1851)
- Chrysolina reitteri (Weise, 1767)
- Chrysolina sanguinolenta (Linnaeus, 1758)
- Chrysolina staphylaea (Linnaeus, 1758)
- Chrysolina sturmi (Westhoff, 1892)
- Chrysolina varians (Schaller, 1783)

Colaphellus
- Colaphellus hoefti (Menetries, 1832)
- Colaphellus sophiae (Schaller, 1783)

Plagiodera
- Plagiodera versicolora (Laicharting, 1781)

Linnaidea
- Linnaidea aenea (Linnaeus, 1758)

Chrysomela
- Chrysomela collaris (Linnaeus, 1758)
- Chrysomela cuprea (Fabricius, 1775)
- Chrysomela populi (Linnaeus, 1758)
- Chrysomela saliceti (Weise, 1884)
- Chrysomela tremula (Fabricius, 1787)
- Chrysomela vigipunctata (Scopoli, 1763)

Entomoscelis
- Entomoscelis adonidis (Pallas, 1771)
- Entomoscelis suturalis (Weise, 1882)

Gastrophysa
- Gastrophysa polygoni (Linnaeus, 1758)
- Gastrophysa viridula (Degeer, 1775)

Gonioctena
- Gonioctena decemnotata (Marshall, 1775)
- Gonioctena fornicata (Bruggeman, 1873)
- Gonioctena linnaeana (Schrank, 1781)

Phratora
- Phratora atrovirens (Cornelius, 1875)
- Phratora laticollis (Suffrain, 1851)

Hydrothassa
- Hydrothassa marginella (Linnaeus, 1758)

Prasocuris
- Prasocuris junci (Brahm, 1790)
- Prasocuris phellandrii (Linnaeus, 1758)

Phaedon
- Phaedon cochleariae (Fabricius, 1792)
- Phaedon puritocus (Rossi, 1792)

##### Subfamilia Galerucinae
Galeruca
- Galeruca interrupta (Duftschmidt, 1825)
- Galeruca pomonae (Scopoli, 1763)
- Galeruca rufa (Germar, 1824)
- Galeruca tanaceti (Linnaeus, 1758)

Lochmae
- Lochmae caprea (Linnaeus, 1758)
- Lochmae crataegi (Forster, 1771)
- Lochmae suturalis (Thomson, 1866)

Galerucella
- Galerucella calmariensis (Linnaeus, 1758)
- Galerucella luteola (Muller, 1766)
- Galerucella pusilla (Duftschmidt, 1825)

Phyllobrotica
- Phyllobrotica adusta (Greutzer, 1799)
- Phyllobrotica elegans (Kraatz, 1866)
- Phyllobrotica quadrimaculata (Linnaeus, 1758)

Calomicrus
- Calomicrus circumfuscus (Marsham, 1802)

Luperus
- Luperus cyanipennis (Kiister, 1848)
- Luperus viridipennis (Germar, 1824)
- Luperus xanthopoda (Schrank, 1781)

Euluperus
- Euluperus cyaneus (Joannis, 1866)
- Euluperus xanthopus (Duftschmidt, 1825)

##### Subfamilia Cryptocephalinae
Labidostomis
- Labidostomis cyunicornis (Germar, 1817)
- Labidostomis huimeralis (Schneider, 1792)
- Labidostomis longimata (Linnaeus, 1761)
- Labidostomis lucida (Germar, 1823)

Lachnaia
- Lachnaia sexpunctata (Scopoli, 1763)

Tituboea
- Tituboea macropus (Illiger, 1800)

Smaragdina
- Smaragdina affinis (Illiger, 1794)
- Smaragdina aurita (Linnaeus, 1767)
- Smaragdina salicina (Scopoli, 1775)
- Smaragdina xanthaspis (Germar, 1824)

Clytra
- Clytra appendicina (Lacordaire, 1848)
- Clytra atraphaxidis (Pallas, 1773)
- Clytra laeviscula (Ratzeubyrg, 1837)
- Clytra quadripunctata (Linnaeus, 1758)

Coptocephala
- Coptocephala chalybaea (Germar, 1824)
- Coptocephala gebleri (Gebler, 1841)
- Coptocephala quadrimaculata (Linnaeus, 1767)
- Coptocephala scopolina (Linnaeus, 1767)

Cheilotoma
- Cheilotoma musciformis (Goeze, 1777)

Cryptocephalus
- Cryptocephalus apicalis (Gebler, 1830)
- Cryptocephalus aureolus (Suffrain, 1847)
- Cryptocephalus biguttatus (Scopoli, 1763)
- Cryptocephalus bipunctatus (Linnaeus, 1758)
- Cryptocephalus chrysopus (Gmelin, 1788)
- Cryptocephalus connexus (Oliver, 1807)
- Cryptocephalus cordiger (Linnaeus, 1758)
- Cryptocephalus coryli (Linnaeus, 1758)
- Cryptocephalus elongatus (Germar, 1824)
- Cryptocephalus flavipes (Fabricius, 1781)
- Cryptocephalus fulvus (Goeze, 1777)
- Cryptocephalus gamma (Herrich-Schaffer, 1829)
- Cryptocephalus hypochoeridis (Linaeus, 1758)
- Cryptocephalus imperialis (Laicharting, 1781)
- Cryptocephalus janthinus (Germar, 1824)
- Cryptocephalus labiatus (Linnaeus, 1761)
- Cryptocephalus laetus (Fabricius, 1792)
- Cryptocephalus laevicolis (Gebler, 1830)
- Cryptocephalus macellus (Suffrain, 1860)
- Cryptocephalus moraei (Linnaeus, 1758)
- Cryptocephalus nitidilus (Fabricius, 1787)
- Cryptocephalus nitidus (Linnaeus, 1758)
- Cryptocephalus ocellatus (Drapiez, 1819)
- Cryptocephalus octacosmus (Bedel, 1891)
- Cryptocephalus octomaculatus (Rossi, 1790)
- Cryptocephalus octopunctatus (Scopoli, 1763)
- Cryptocephalus parvulus (Muller, 1776)
- Cryptocephalus populi (Suffrain, 1848)
- Cryptocephalus quatuordecimmaculatus (Schneider, 1792)
- Cryptocephalus quincuepunctatus (Scopoli, 1763)
- Cryptocephalus schaefferi (Schrank, 1789)
- Cryptocephalus sericeus (Linnaeus, 1758)
- Cryptocephalus sexpunctatus (Linnaeus, 1758)
- Cryptocephalus violaceus (Laicharting, 1781)
- Cryptocephalus virens (Suffrain, 1847)

Pachybrachis
- Pachybrachis fimbriolatus (Suffrain, 1848)
- Pachybrachis hieroglyphicus (Laicharting, 1781)
- Pachybrachis probus (Weise, 1882)
- Pachybrachis scriptidorsum (Marseul, 1875)
- Pachybrachis sinuatus (Mulsant, 1859)
- Pachybrachis suturalis (Weise, 1882)
- Pachybrachis tesselatus (Oliver, 1791)

##### Subfamilia Eumolpinae
Bromius
- Bromius obscurus (Lionnaeus, 1775)

Chloropterus
- Chloropterus versicolor (Morawitz, 1860)

Pachnephorus
- Pachnephorus villosus (Duftschmidt, 1825)

Eumolpus
- Eumolpus asclepiadeus (Pallas, 1776)

### Suprafamilia Curculionoidea

#### Familia Nemonychidae

##### Subfamilia Nemonychinae
Nemonyx
- Nemonyx lepturoides (Fabricius, 1801)

#### Familia Anthribidae

##### Subfamilia Anthribinae
Anthribus
- Anthribus nebulosus (Forster, 1771)
- Anthribus scapularis (Gebler, 1833)

Dissoleucas
- niveirostris (Fabricius, 1798)
- Phaeochrotes
- Phaeochrotes cinctus (Paykull, 1800)

Platyrhinus
- Platyrhinus resinosus (Scopoli, 1763)

Tropideres
- Tropideres albirostris (Herbst, 1783)

Rhaphitropis
- Rhaphitropis marchicus (Herbst, 1797)

##### Subfamilia Urodontinae
Bruchela
- Bruchela canus (Kuster, 1848)
- Bruchela concolor (Fahraeus, 1839)
- Bruchela conformis (Suffrian, 1845)
- Bruchela pygmaeus (Gyllenhal, 1833)
- Bruchela rufipes (Olivier, 1790)
- Bruchela suturalis (Fabricius, 1792)

#### Familia Attelabidae

##### Subfamilia Attelabinae
Attelabus
- Attelabus nitens (Scopoli, 1763)

##### Subfamilia Apoderinae
Apoderus
- Apoderus coryli (Linnaeus, 1758)

##### Subfamilia Rhynchitinae
Rhynchites
- Rhynchites aeneovirens (Marsham, 1802)
- Rhynchites aequatus (Linnaeus, 1767)
- Rhynchites aethiops (Bach, 1854)
- Rhynchites auratus (Scopoli, 1763)
- Rhynchites bacchus (Linnaeus, 1758)
- Rhynchites cavifrons (Gyllenhal, 1813)
- Rhynchites coeruleus (De Geer, 1775)
- Rhynchites cupreus (Linnaeus, 1761)
- Rhynchites germanicus (Herbst, 1797)
- Rhynchites giganteus (Krynicki, 1832)
- Rhynchites hungaricus (Fussly, 1784)
- Rhynchites interpunctatus (Stephens, 1831)
- Rhynchites olivaceus (Gyllenhal, 1833)
- Rhynchites pauxillus (Germar, 1824)
- Rhynchites pubescens (Fabricius, 1775)
- Rhynchites ruber (Fairmaira, 1859)
- Rhynchites sericeus (Herbst, 1797)
- Rhynchites tomentosus (Gyllenhal, 1839)

Byctiscus
- Byctiscus betulae (Linnaeus, 1758)
- Byctiscus populi (Linnaeus, 1758)

Deporaus
- Deporaus tristis (Fabricius, 1794)
- Deporaus betulae (Linnaeus, 1758)

#### Familia Brentidae

##### Subfamilia Apioninae
Omphalapion
- Omphalapion hookeri (Kirby, 1808)
- Omphalapion laevigatum (Paykull, 1792)
- Omphalapion pseudodispar (Wanat, 1994)

Acanephodus
- Acanephodus onopordi (Kirby, 1808)

Ceratapoin
- Ceratapoin austriacum (Wagner, 1904)
- Ceratapoin beckeri (Desbrochers, 1875)
- Ceratapoin carduorum (Kirby, 1808)
- Ceratapoin cylindricolle (Gyllenhal, 1839)
- Ceratapoin penetrans (Germar, 1817)

Diplapion
- Diplapion confluens (Kirby, 1808)
- Diplapion detritum (Mulsant & Rey, 1859)
- Diplapion stolidum (Germar, 1817)

Taphrotopium
- Taphrotopium sulcifrons (Herbst, 1797)

Aspidapion
- Aspidapion aeneum (Fabricius, 1775)
- Aspidapion radiolus (Marsham, 1802)
- Aspidapion validum (Germar, 1817)

Alocentron
- Alocentron curvirostre (Gyllenhal, 1833)

Melanapion
- Melanapion minimum (Herbst, 1797)

Squamapion
- Squamapion cineraceum (Wencker, 1964)
- Squamapion elongatum (Germar, 1824)
- Squamapion flavimanum (Gyllenhal, 1833)
- Squamapion leucophaeatum (Wencker, 1864)
- Squamapion vicinum (Kirby, 1800)

Taeniapion
- Taeniapion rufulum (Wencker, 1864)
- Taeniapion urticarium (Herbst, 1784)

Pseudapion
- Pseudapion atomarium (Kirby, 1800)
- Pseudapion fulvirostre (Gyllhenal, 1833)
- Pseudapion rufirostre (Fabricius, 1775)

Malvapion
- Malvapion malvae (Fabricius, 1775)

Rhopalapion
- Rhopalapion longirostre (Olivier, 1807)

Trichopterapion
- Trichopterapion holosericeum (Gyllhenal, 1833)

Exapion
- Exapion corniculatum (Germar, 1817)
- Exapion elongatulum (Desbrochers, 1891)

Pseudoprotapion
- Pseudoprotapion astragali (Paykull, 1800)
- Pseudoprotapion elegantulum (Germar, 1818)
- Pseudoprotapion ergenense (Becker, 1864)

Protapion
- Protapion apricans (Herbst, 1797)
- Protapion assimile (Kirby, 1808)
- Protapion dissimile (Germar, 1817)
- Protapion filirostre (Kirby, 1808)
- Protapion fulvipies (Fourcroy, 1785)
- Protapion nigritarse (Kirby, 1808)
- Protapion ononidis (Gyllenhal, 1827)
- Protapion ruficrus (Germar, 1817)
- Protapion trifolli (Linnaeus, 1768)
- Protapion varipes (Germar, 1817)

Pseudoperapion
- Pseudoperapion brevirostre (Herbst, 1797)

Pseudostenapion
- Pseudostenapion simum (Germar, 1817)

Aizobius
Aizobius sedi]] (Germar, 1818)
Perapion
- Perapion affine (Kirby, 1808)
- Perapion connexum (Schilsky, 1902)
- Perapion curtirostre (Germar, 1817)
- Perapion lemoroi (Brisout, 1880)
- Perapion violaceum (Kirby, 1808)

Apion
- Apion miniatum (Germar, 1833)
- Apion sanguineum (De Geer, 1775)

Catapion
- Catapion meieri (Desbrochers, 1901)
- Catapion pubescens (Kirby, 1811)
- Catapion seniculus (Kirby, 1808)

Trichapion
- Trichapion simile (Kirby, 1811)

Stenopterapion
- Stenopterapion intermedium (Eppelsheim, 1875)
- Stenopterapion meliloti (Kirby, 1808)
- Stenopterapion tenue (Kirby, 1808)

Ischnopterapion
- Ischnopterapion loti (Kirby, 1808)
- Ischnopterapion virens (Herbst, 1797)

Holotrichapion
- Holotrichapion aestimatum (Faust, 1891)
- Holotrichapion aethiops (Herbst, 1797)
- Holotrichapion gracilicolle (Gyllenhal, 1839)

Hemitrichapion
- Hemitrichapion pavidum (Germar, 1817)
- Hemitrichapion reflexum (Gyllenhal, 1839)

Mesotrichapion
- Mesotrichapion punctirostre (Gyllenhal, 1839)

Cyanapion
- Cyanapion columbinum (Germar, 1817)
- Cyanapion platalea (Germar, 1817)
- Cyanapion spencii (Kirby, 1808)

Oxystoma
- Oxystoma cerdo (Gerstacker, 1854)
- Oxystoma craccae (Linnaeus, 1767)
- Oxystoma dimidiatum (Desbrochers, 1897)
- Oxystoma opeticum (Bach, 1854)
- Oxystoma pomonae (Fabricius, 1798)

Eutrichapion
- Eutrichapion ervi (Kirby, 1808)
- Eutrichapion facetum (Gyllenhal, 1839)
- Eutrichapion gribodoi (Desbrochers, 1896)
- Eutrichapion melancholicum (Wencker, 1864)
- Eutrichapion punctigerum (Paykull, 1792)
- Eutrichapion viciae (Paykull, 1800)

Metapion
- Metapion breiti (Wagner, 1910)

Pseudometapion
- Pseudometapion gaudiale (Faust, 1895)

##### Subfamilia Nanophyinae
Nanophyes
- Nanophyes brevis (Boheman, 1845)
- Nanophyes globiformis (Kiesenwetter, 1864)

Corimalia
- Corimalia minutissima (Tournier, 1867)

#### Familia Dryophthoridae

##### Subfamilia Dryophthorinae
Sphenophorus
- Sphenophorus abbreviatus (Fabricius, 1787)
- Sphenophorus piceus (Pallas, 1776)
- Sphenophorus striatopunctatus (Goeze, 1777)

#### Familia Brachyceridae

##### Subfamilia Brachycerinae
Brachycerus
- Brachycerus junix (Lichtenstein, 1796)

Brachycerus
- Brachycerus foveicollis (Gyllenhal, 1833)

##### Subfamilia Erirhinae
Dorytomus
- Dorytomus affinis (Paykull, 1780)
- Dorytomus dejeani (Faust, 1882)
- Dorytomus hirtipennis (Bedel, 1884)
- Dorytomus ictor (Herbst, 1795)
- Dorytomus longimanus (Foerster, 1771)
- Dorytomus melanophthalmus (Paykull, 1792)
- Dorytomus occallescens (Gyllenhal, 1836)
- Dorytomus rufatus (Bedel, 1888)
- Dorytomus salicinus (Gyllenhal, 1827)
- Dorytomus suratus (Gyllenhal, 1836)
- Dorytomus tremulae (Paykull, 1780)

Procas
- Procas armillatus (Fabricius, 1801)

Notaris
- Notaris acridulus (Linnaeus, 1758)
- Notaris bimaculatus (Fabricius, 1787)
- Notaris scirpi (Fabricius, 1792)

Lepidonotaris
- Lepidonotaris petax (Sahlberg, 1829)

Thryogenes
- Thryogenes festucae (Herbst, 1795)

Echinocnemus
- Echinocnemus efferus (Faust, 1887)
- Echinocnemus globicollis (Fairmaire, 1863)
- Echinocnemus volgensis (Faust, 1881)

Acentrus
- Acentrus histrio (Boheman, 1845)

Paraphilernus
- Paraphilernus bilunulatus (Desbrochers, 1872)

Pseudostyphlus
- Pseudostyphlus pillumus (Gyllenhal, 1836)

Comasinus
- Comasinus setiger (Beck, 1817)

Smicronyx
- Smicronyx brevicornis (Solari, 1952)
- Smicronyx jungermanniae (Reich, 1797)
- Smicronyx nebulosus (Tournier, 1874)
- Smicronyx smreczynskii (Solari, 1952)

Ellescus
- Ellescus infirmus (Herbst, 1795)
- Ellescus scanicus (Paykull, 1792)

Acalyptus
- Acalyptus carpini (Fabricius, 1792)
- Acalyptus sericeus (Gyllenhal, 1836)

##### Subfamilia Tanysphyrinae
Tanysphyrus
- Tanysphyrus lemnae (Paykull, 1792)

#### Familia Curculionidae

##### Subfamilia Curculioninae
Anthonomus
- Anthonomus humeralis (Panzer, 1795)
- Anthonomus pedicularius (Linnaeus, 1758)
- Anthonomus pomorum (Linnaeus, 1758)
- Anthonomus pyri (Kollar, 1837)
- Anthonomus rubi (Herbst, 1795)
- Anthonomus rubripes (Gyllenhal, 1836)
- Anthonomus rufus (Gyllenhal, 1836)
- Anthonomus undulatus (Gyllenhal, 1836)

Furcipus
- Furcipus rectirostris (Linnaeus, 1758)

Bradybatus
- Bradybatus creutzeri (Germar, 1824)
- Bradybatus kellneri (Bach, 1854)
- Bradybatus seriesetosus (Petri, 1912)
- Bradybatus tomentosus (Desbrochers, 1892)

Curculio
- Curculio crux (Fabricius, 1776)
- Curculio elephas (Gyllenhal, 1836)
- Curculio glandium (Marsham, 1802)
- Curculio nucum (Linnaeus, 1758)
- Curculio pellitus (Boheman, 1843)
- Curculio pyrrhoceras (Marsham, 1802)
- Curculio rubidus (Gyllenhal, 1836)
- Curculio salicivorus (Paykull, 1792)
- Curculio venosus (Graverhorst, 1807)
- Curculio villosus (Fabricius, 1781)

Mecinus
- Mecinus circulatus (Marsham, 1802)
- Mecinus collaris (Germar, 1821)
- Mecinus heydeni (Wencker, 1866)
- Mecinus janthinus (Germar, 1817)
- Mecinus pyraster (Herbst, 1795)

Gymnetron
- Gymnetron antirrhini (Paykull, 1800)
- Gymnetron aper (Desbrochers, 1893)
- Gymnetron asellus (Gravenhorst, 1807)
- Gymnetron bipustulatum (Rossi, 1794)
- Gymnetron collinum (Gyllenhal, 1813)
- Gymnetron dieckmanni (Behne, 1988)
- Gymnetron furcatum (Desbrochers, 1893)
- Gymnetron ictericum (Gyllenhal, 1837)
- Gymnetron labile (Herbst, 1795)
- Gymnetron linariae (Panzer, 1792)
- Gymnetron melanarium (Germar, 1821)
- Gymnetron netum (Germar, 1821)
- Gymnetron pascuorum (Gyllenhal, 1813)
- Gymnetron pirazzolii (Stierlin, 1867)
- Gymnetron rostellum (Herbst, 1795)
- Gymnetron tetrum (Fabricius, 1792)
- Gymnetron thapsicola (Germar, 1821)
- Gymnetron veronicae (Germar, 1821)
- Gymnetron villosulum (Gyllenhal, 1838)

Miarus
- Miarus ajugae (Herbst, 1795)
- Miarus campanulae (Linnaeus, 1766)
- Miarus distinctus (Boheman, 1845)
- Miarus graminis (Gyllenhal, 1813)

Cionus
- Cionus hortulanus (Fourcroy, 1785)
- Cionus nigritarsis (Reitter, 1904)
- Cionus olens (Fabricius, 1792)
- Cionus olivieri (Rosenschoeld, 1838)
- Cionus scrophulariae (Linnaeus, 1758)
- Cionus thapsus (Fabricius, 1792)
- Cionus tuberculosus (Scopoli, 1763)

Stereonychus
- Stereonychus fraxini (De Geer, 1775)

Lignyodes
- Lignyodes bischoffi (Blatchley & Leng, 1916)
- Lignyodes enucleator (Panzer, 1798)
- Lignyodes muerlei (Ferrari, 1866)

Tychius
- Tychius aureolus Kiesenwetter, 1851
- Tychius breviusculus Desbrochers, 1873
- Tychius caldarai (Dieckmann, 1986)
- Tychius crassirostris (Kirsch, 1871)
- Tychius cuprifer (Panzer, 1799)
- Tychius flavus Becker, 1864
- Tychius junceus (Reich, 1797)
- Tychius medicaginis (Brisout, 1862)
- Tychius meliloti (Stephens, 1831)
- Tychius picirostris (Fabricius, 1787)
- Tychius polylineatus (Germar, 1824)
- Tychius pumilus (Brisout, 1862)
- Tychius qiuinquepunctatus (Linnaeus, 1758)
- Tychius russicus (Desbrochers, 1908)
- Tychius squamulatus (Gyllenhal, 1836)
- Tychius stephensi (Schoenherr, 1836)
- Tychius subsulcatus (Tournier, 1873)
- Tychius trivialis (Boheman, 1843)
- Tychius uralensis (Pic, 1902)

Sibinia
- Sibinia femoralis (Germar, 1824)
- Sibinia pellucens (Scopoli, 1772)
- Sibinia phalerata (Gyllenhal, 1836)
- Sibinia subelliptica (Desbrochers, 1873)
- Sibinia tibialis (Gyllenhal, 1836)
- Sibinia variata (Gyllenhal, 1836)
- Sibinia viscariae (Linnaeus, 1761)
- Sibinia vittata (Germar, 1824)

Rhynchaenus
- Rhynchaenus alni (Linnaeus, 1758)
- Rhynchaenus decoratus (Germar, 1821)
- Rhynchaenus fagi (Linnaeus, 1758)
- Rhynchaenus hungaricus (Hajoss, 1938)
- Rhynchaenus michalki (Dieckmann, 1963)
- Rhynchaenus pilosus (Fabricius, 1781)
- Rhynchaenus populicola Silfverberg, 1977
- Rhynchaenus pseudostigma Tempere, 1982
- Rhynchaenus quedenfeldti (Gerhard, 1865)
- Rhynchaenus quercus (Linnaeus, 1758)
- Rhynchaenus rufitarsis (Germar, 1821)
- Rhynchaenus rufus (Schrank, 1781)
- Rhynchaenus salicis (Linnaeus, 1758)
- Rhynchaenus signifer (Creutzer, 1799)
- Rhynchaenus sparsus (Fahraeus, 1843)
- Rhynchaenus subfasciatus Gyllenhal, 1836

Pseudorchestes
- Pseudorchestes cinereus Fahraeus, 1843
- Pseudorchestes ermischi Dieckmann, 1958
- Pseudorchestes pratensis Germar, 1821

Rhamphus
- Rhamphus oxyacanthae (Marsham, 1802)
- Rhamphus pulicarius (Herbst, 1795)

##### Subfamilia Bagoinae
Hydronomus
- Hydronomus alismatis (Marsham, 1802)

Bagous
- Bagous argillaceus (Gyllenhal, 1836)
- Bagous binodulus (Herbst, 1795)
- Bagous limosus (Gyllenhal, 1827)
- Bagous lutosus (Gyllenhal, 1813)
- Bagous lutulentus (Gyllenhal, 1813)
- Bagous subcarinatus (Gyllenhal, 1836)
- Bagous validus (Rosenhauer, 1847)

##### Subfamilia Baridinae
Baris
- Baris analis (Olivier, 1790)
- Baris angusta (Brulle, 1832)
- Baris artemisiae (Herbst, 1795)
- Baris atramentaria (Boheman, 1836)
- Baris atricolor (Petri, 1901)
- Baris carbonaria (Boheman, 1836)
- Baris chlorizans (Germar, 1824)
- Baris coerulescens (Scopoli, 1763)
- Baris concinna (Boheman, 1836)
- Baris janthina (Boheman, 1836)
- Baris laticollis (Marsham, 1802)
- Baris lepidii (Germar, 1824)
- Baris prasina (Boheman, 1836)
- Baris scolopacea (Germar, 1824)
- Baris semistriata (Boheman, 1836)
- Baris sulcata (Boheman, 1836)
- Baris timida (Rossi, 1792)
- Baris violaceomicans (Solari, 1904)

Limnobaris
- Limnobaris dolorosa (Goeze, 1777)
- Limnobaris t-album (Linnaeus, 1758)

Coryssomerus
- Coryssomerus capucinus (Beck, 1817)

##### Subfamilia Ceutorhynchinae
Mononychus
- Mononychus punctumalbum (Herbst, 1784)

Phytobius
- Phytobius leucogaster (Marsham, 1802)

Pelenomus
- Pelenomus comari (Herbst, 1795)

Rhinoncus
- Rhinoncus albicinctus (Gyllenhal, 1837)
- Rhinoncus bosnicus (Schultze, 1900)
- Rhinoncus bruchoides (Herbst, 1785)
- Rhinoncus castor (Fabricius, 1792)
- Rhinoncus inconspectus (Herbst, 1795)
- Rhinoncus pericarpius (Linnaeus, 1758)
- Rhinoncus perpendicularis (Reich, 1797)

Homorosoma
- Homorosoma validirostre (Gyllenhal, 1837)

Amalus
- Amalus scortillum (Herbst, 1795)

Amalorhynchus
- Amalorhynchus melanarius (Stephens, 1831)

Poophagus
- Poophagus sisymbrii (Fabricius, 1776)

Coeliodes
- Coeliodes cinctus (Geoffroy, 1785)
- Coeliodes dryados (Gmelin, 1790)
- Coeliodes ruber (Marsham, 1802)
- Coeliodes trifasciatus (Bach, 1854)

Thamiocolus
- Thamiocolus nubeculosus (Gyllenhal, 1837)
- Thamiocolus pubicollis (Gyllenhal, 1837)
- Thamiocolus signatus (Gyllenhal, 1837)
- Thamiocolus uniformis (Gyllenhal, 1837)
- Thamiocolus viduatus (Gyllenhal, 1813)
- Thamiocolus virgatus (Gyllenhal, 1837)

Zacladus
- Zacladus geranii (Paykull, 1800)

Phrydiuchus
- Phrydiuchus speiseri (Schultze, 1897)
- Phrydiuchus topiarius (Germar, 1824)

Ceutorhynchus
- Ceutorhynchus aeneicollis (Germar, 1824)
- Ceutorhynchus alliariae (Brisout, 1860)
- Ceutorhynchus angustus (Dieckmann & Smreczynski, 1972)
- Ceutorhynchus cardariae (Korotyaev, 1992)
- Ceutorhynchus carinatus (Gyllenhal, 1837)
- Ceutorhynchus chlorophanus (Rouget, 1857)
- Ceutorhynchus coarctatus (Gyllenhal, 1837)
- Ceutorhynchus cochleariae (Gyllenhal, 1813)
- Ceutorhynchus contractus (Marsham, 1802)
- Ceutorhynchus erysimi (Fabricius, 1787)
- Ceutorhynchus fallax (Boheman, 1846)
- Ceutorhynchus floralis (Paykull, 1792)
- Ceutorhynchus gallorhenanus (Solari, 1949)
- Ceutorhynchus gerhardti (Schultze, 1899)
- Ceutorhynchus hampei (Brisout, 1869)
- Ceutorhynchus hirtulus (Germar, 1824)
- Ceutorhynchus ignitus (Germar, 1824)
- Ceutorhynchus inaffectatus (Gyllenhal, 1837)
- Ceutorhynchus jakovlevi (Schultze, 1902)
- Ceutorhynchus nanus (Gyllenhal, 1837)
- Ceutorhynchus niyazii (Hoffmann, 1957)
- Ceutorhynchus obstrictus (Marsham, 1802)
- Ceutorhynchus pallidactylus (Marsham, 1802)
- Ceutorhynchus pervicax (Weise, 1883)
- Ceutorhynchus picitarsis (Gyllenhal, 1837)
- Ceutorhynchus pleurostigma (Marsham, 1802)
- Ceutorhynchus pulvinatus (Gyllenhal, 1837)
- Ceutorhynchus puncticollis (Boheman, 1845)
- Ceutorhynchus rapae (Gyllenhal, 1837)
- Ceutorhynchus roberti (Gyllenhal, 1837)
- Ceutorhynchus scrobicollis (Neresheimer & Wagner, 1924)
- Ceutorhynchus sisymbrii (Dieckmann, 1966)
- Ceutorhynchus sophiae (Steven, 1829)
- Ceutorhynchus subpilosus (Brisout, 1869)
- Ceutorhynchus sulcatus (Brisout, 1869)
- Ceutorhynchus sulcicollis (Paykull, 1800)
- Ceutorhynchus suturellus (Gyllenhal, 1837)
- Ceutorhynchus syrites (Germar, 1824)
- Ceutorhynchus talickyi (Korotyaev, 1980)
- Ceutorhynchus turbatus (Schultze, 1903)
- Ceutorhynchus wellschmiedi (Dieckmann, 1979)

[[Prisistus
- Prisistus suturalba (Schultze, 1903)

[[Ranunculiphilus
- Ranunculiphilus faeculentus (Gyllenhal, 1837)
- Ranunculiphilus kuntzei (Smreczynski, 1957)

Oprohinus
- Oprohinus suturalis (Fabricius, 1775)

Ethelcus
- Ethelcus denticulatus (Schrank, 1781)
- Ethelcus verrucatus (Gyllenhal, 1837)

Parathelcus
- Parathelcus pollinarius (Foerster, 1771)

Neoglocianus
- Neoglocianus maculaalba (Herbst, 1795)

Glocianus
- Glocianus distinctus (Brisout, 1870)
- Glocianus punctiger (Gyllenhal, 1837)

Datonychus
- Datonychus arquatus (Herbst, 1795)
- Datonychus melanostictus (Marsham, 1802)

Microplontus
- Microplontus figuratus (Gyllenhal, 1837)
- Microplontus rugulosus (Herbst, 1795)
- Microplontus triangulum (Boheman, 1845)

Hadroplontus
- Hadroplontus litura (Fabricius, 1775)
- Hadroplontus trimaculatus (Fabricius, 1775)

Mogulones
- Mogulones abbreviatulus (Fabricius, 1792)
- Mogulones albosignatus (Gyllenhal, 1837)
- Mogulones amplipennis (Schultze, 1896)
- Mogulones asperifoliarum (Gyllenhal, 1813)
- Mogulones austriacus (Brisout, 1869)
- Mogulones borraginis (Fabricius, 1792)
- Mogulones cruciger (Herbst, 1784)
- Mogulones euphorbiae (Brisout, 1866)
- Mogulones geographicus (Goeze, 1777)
- Mogulones hungaricus (Brisout, 1869)
- Mogulones javeti (Brisout, 1869)
- Mogulones larvatus (Schultze, 1896)
- Mogulones pallidicornis (Brisout, 1860)
- Mogulones symphyti (Bedel, 1885)
- Mogulones trisignatus (Gyllenhal, 1837)

Mogulonoides
- Mogulonoides radula (Germar, 1824)

Sirocalodes
- Sirocalodes nigrinus (Marsham, 1802)
- Sirocalodes quercicola (Paykull, 1792)

Trichosirocalus
- Trichosirocalus barnevillei (Grenier, 1866)
- Trichosirocalus hassicus (Schultze, 1903)
- Trichosirocalus horridus (Panzer, 1801)
- Trichosirocalus troglodytes (Fabricius, 1787)

Stenocarus
- Stenocarus ruficornis (Stephens, 1831)

Nedyus
- Nedyus quadrimaculatus (Linnaeus, 1758)

Coeliastes
- Coeliastes lamii (Fabricius, 1792)

Orobitis
- Orobitis cyaneus (Linnaeus, 1758)

##### Subfamilia Cossoninae
Cossonus
- Cossonus cylindricus (Sahlberg, 1834)
- Cossonus linearis (Fabricius, 1775)

Stereocorynes
- Stereocorynes truncorum (Germar, 1824)

Hexarthrum
- Hexarthrum culinaris (Germar, 1824)

##### Subfamilia Cryptorhynchinae
Gasterocercus
- Gasterocercus depressirostris (Fabricius, 1792)

Cryptorhynchus
- Cryptorhynchus lapathi (Linnaeus, 1758)

Acalles
- Acalles commutatus (Dieckmann, 1982)

Acallocrates
- Acallocrates denticollis (Germar, 1824)

Echinodera
- Echinodera hypocrita (Boheman, 1837)

##### Subfamilia Entiminae
Stomodes
- Stomodes gyrosicollis (Boheman, 1843)

Parameira
- Parameira setosa (Seidlitz, 1868)

Otiorhynchus
- Otiorhynchus albidus (Stierlin, 1861)
- Otiorhynchus aurosparsus (Germar, 1824)
- Otiorhynchus brunneus (Steven, 1829)
- Otiorhynchus caucasicus (Stierlin, 1872)
- Otiorhynchus conspersus (Herbst, 1795)
- Otiorhynchus fullo (Schrank, 1781)
- Otiorhynchus hungaricus (Germar, 1824)
- Otiorhynchus laevigatus (Fabricius, 1792)
- Otiorhynchus ligneus (Oliver, 1808)
- Otiorhynchus ligustici (Linnaeus, 1758)
- Otiorhynchus mandibularis (Redtenbacher, 1842)
- Otiorhynchus montandoni (Solari, 1904)
- Otiorhynchus multipunctatus (Fabricius, 1792)
- Otiorhynchus ovatus (Linnaeus, 1758)
- Otiorhynchus raucus (Fabricius, 1776)
- Otiorhynchus rotundatus (Siebold, 1837)
- Otiorhynchus singularis (Linnaeus, 1767)
- Otiorhynchus smreczynskii (Cmoluh, 1959)
- Otiorhynchus tristis (Scopoli, 1763)
- Otiorhynchus valachiae (Fuss, 1868)
- Otiorhynchus vielutinus (Germar, 1824)

Centricnemus
- Centricnemus leucogrammus (Germar, 1824)

Peritelus
- Peritelus familiaris (Boheman, 1834)
- Peritelus sphaeroides (Germar, 1824)

Ptochus
- Ptochus porcellus (Boheman, 1834)

Pseudoptochus
- Pseudoptochus aurochirtus (Seidlitz, 1868)

Elytrodon
- Elytrodon bidentatus (Steven, 1829)

Omiamima
- Omiamima concinna (Boheman, 1834)
- Omiamima mollina (Boheman, 1834)

Omias
- Omias borysthenicus (Korotyaev, 1991)
- Omias globulus (Boheman, 1843)
- Omias murinus (Boheman, 1843)
- Omias rotundatus (Fabricius, 1792)
- Omias verruca (Steven, 1829)

Urometopus
- Urometopus moczarskii (Penecke, 1929)

Trachyphloeus
- Trachyphloeus alternans (Gyllenhal, 1834)
- Trachyphloeus bifoveolatus (Beck, 1817)
- Trachyphloeus inermis (Boheman, 1843)
- Trachyphloeus spinimanus (Germar, 1824)
- Trachyphloeus turcicus (Seidlitz, 1868)
- Trachyphloeus ventricosus (Germar, 1824)

Pseudomyllocerus
- Pseudomyllocerus periteloides (Fuss, 1861)
- Pseudomyllocerus sinuatus (Fabricius, 1801)

Phyllobius
- Phyllobius argentatus (Linnaeus, 1758)
- Phyllobius betulinus (Bechstein & Scharfenberg, 1805)
- Phyllobius calcaratus (Fabricius, 1792)
- Phyllobius canus (Gyllenhal, 1834)
- Phyllobius contemptus (Steven, 1829)
- Phyllobius incanus (Gyllenhal, 1834)
- Phyllobius longipilis (Boheman, 1843)
- Phyllobius maculicornis (Germar, 1824)
- Phyllobius oblongus (Linnaeus, 1758)
- Phyllobius pictus (Steven, 1829)
- Phyllobius pilicornis (Desbrochers, 1873)
- Phyllobius pomaceus (Gyllenhal, 1834)
- Phyllobius pyri (Linnaeus, 1758)
- Phyllobius roboretanus (Gredler, 1882)
- Phyllobius seladonius (Brulle, 1832)
- Phyllobius thalassinus (Gyllenhal, 1834)
- Phyllobius transsylvanicus (Stierlin, 1894)
- Phyllobius vespertinus (Fabricius, 1792)
- Phyllobius virideaeris (Laicharting, 1781)

Sciaphilus
- Sciaphilus asperatus (Bonsdorff, 1785)

Sciaphobus
- Sciaphobus caesius (Hampe, 1870)
- Sciaphobus setosulus (Germar, 1824)
- Sciaphobus squalidus (Gyllenhal, 1834)
- Sciaphobus vigo (Yunakov, 1998)

Eusomus
- Eusomus beckeri (Tournier, 1874)
- Eusomus ovulum (Germar, 1824)

Barypeithes
- Barypeithes liptoviensis (Weise, 1894)
- Barypeithes pellucidus (Boheman, 1834)

Brachysomus
- Brachysomus echinatus (Bonsdorff, 1785)
- Brachysomus hirtus (Boheman, 1845)
- Brachysomus villosulus (Germar, 1824)

Foucartia
- Foucartia squamulata (Herbst, 1795)

Psalidium
- Psalidium maxillosum (Fabricius, 1792)

Polydrusus
- Polydrusus cervinus (Linnaeus, 1758)
- Polydrusus corruscus (Germar, 1824)
- Polydrusus flavipes (De Geer, 1775)
- Polydrusus inustus (Germar, 1824)
- Polydrusus mollis (Stroem, 1768)
- Polydrusus ornatus (Gyllenhal, 1834)
- Polydrusus picus (Fabricius, 1792)
- Polydrusus pilosus (Gredler, 1866)
- Polydrusus pterygomalis (Boheman, 1840)
- Polydrusus reitteri (Stierlin, 1884)
- Polydrusus schwiegeri (Reitter, 1908)
- Polydrusus thalassinus (Gyllenhal, 1834)
- Polydrusus undatus (Fabricius, 1781)
- Polydrusus viridicinctus (Gyllenhal, 1834)

Liophloeus
- Liophloeus lentus (Germar, 1824)
- Liophloeus tessulatus (Muller, 1776)

Strophosoma
- Strophosoma melanogrammum (Foerster, 1771)

Mesagroicus
- Mesagroicus obscurus (Boheman, 1840)

Tanymecus
- Tanymecus dilaticollis (Gyllenhal, 1834)
- Tanymecus palliatus (Fabricius, 1787)

Megamecus
- Megamecus argentatus (Gyllenhal, 1840)

Chlorophanus
- Chlorophanus excisus (Fabricius, 1801)
- Chlorophanus gibbosus (Paykull, 1792)
- Chlorophanus graminicola (Olivier, 1807)
- Chlorophanus viridis (Linnaeus, 1758)

Cycloderes
- Cycloderes canescens (Rossi, 1792)
- Cycloderes pilosus (Fabricius, 1792)

Sitona
- Sitona ambiguus (Gyllenhal, 1834)
- Sitona callosus (Gyllenhal, 1834)
- Sitona concavirostris (Hochhut, 1851)
- Sitona cylindricollis (Fahraeus, 1840)
- Sitona griseus (Fabricius, 1775)
- Sitona hispidulus (Fabricius, 1776)
- Sitona humeralis (Stephens, 1831)
- Sitona inops (Gyllenhal, 1832)
- Sitona languidus (Gyllenhal, 1834)v
- Sitona lateralis (Gyllenhal, 1834)
- Sitona lepidus (Gyllenhal, 1834)
- Sitona lineatus (Linnaeus, 1758)
- Sitona longulus (Gyllenhal, 1834)
- Sitona macularius (Marsham, 1802)
- Sitona puncticollis (Stephens, 1831)
- Sitona striatellus (Gyllenhal, 1834)
- Sitona sulcifrons (Thunberg, 1798)
- Sitona suturalis (Stephens, 1831)
- Sitona waterhousei (Walton, 1846)

##### Subfamilia Hyperinae
Hypera
- Hypera adspersa (Fabricius, 1792)
- Hypera arator (Linnaeus, 1758)
- Hypera contaminata (Herbst, 1795)
- Hypera cumana (Petri, 1901)
- Hypera dauci (Olivier, 1807)
- Hypera diversipunctata (De Geer, 1775)
- Hypera fuscocinerea (Marsham, 1802)
- Hypera meles (Fabricius, 1792)
- Hypera nigrirostris (Fabricius, 1775)
- Hypera pastinacae (Rossi, 1790)
- Hypera plantaginis (De Geer, 1775)
- Hypera postica (Gyllenhal, 1813)
- Hypera rogenhoferi (Ferrari, 1866)
- Hypera rumicis (Linnaeus, 1758)
- Hypera suspiciosa (Herbst, 1795)
- Hypera transsylvanica (Petri, 1901)
- Hypera viciae (Gyllenhal, 1813)
- Hypera zoilus (Scopoli, 1763)

Herpes
- Herpes porcellus (Lacordaire, 1863)

Tropiphorus
- Tropiphorus micans (Boheman, 1824)

##### Subfamilia Lixinae
Pachycerus
- Pachycerus cordiger (Germar, 1819)

Rhabdorhynchus
- Rhabdorhynchus karelini (Fahraeus, 1842)
- Rhabdorhynchus menetriesi (Gyllenhal, 1842)
- Rhabdorhynchus varius (Herbst, 1795)

Pleurocleonus
- Pleurocleonus quadrivittatus (Zoubkoff, 1829)
- Pleurocleonus sollicitus (Gyllenhal, 1834)

Pseudocleonus
- Pseudocleonus cinereus (Schrank, 1781)

Cleonis
- Cleonis pigra (Scopoli, 1763)

Adosomus
- Adosomus roridus (Pallas, 1781)

Cyphocleonus
- Cyphocleonus adumbratus (Gebler, 1830)
- Cyphocleonus dealbatus (Gmelin, 1790)
- Cyphocleonus trisulcatus (Herbst, 1795)

Mecaspis
- Mecaspis alternans (Herbst, 1795)

Stephanocleonus
- Stephanocleonus microgrammus (Gyllenhal, 1834)
- Stephanocleonus tetragrammus (Pallas, 1781)

Coniocleonus
- Coniocleonus nigrosuturatus (Goeze, 1777

Leucosomus
- Leucosomus pedestris (Poda, 1761)

Chromoderus
- Chromoderus affinis (Schrank, 1781)

Stephanophorus
- Stephanophorus strabus (Gyllenhal, 1834)

Bothynoderes
- Bothynoderes punctiventris (Germar, 1824)

Rhinocyllus
- Rhinocyllus conicus (Frolich, 1792)

Lachnaeus
- Lachnaeus crinitus (Boheman, 1836)
- Lachnaeus horridus (Reitter, 1890)

Larinus
- Larinus adspersus (Hochhut, 1847)
- Larinus beckeri (Petri, 1907)
- Larinus canescens (Gyllenhal, 1836)
- Larinus grisenscens (Gyllenhal, 1836)
- Larinus inaequalicollis (Capiomont & Leprieur, 1874)
- Larinus jaceae (Fabricius, 1775)
- Larinus latus (Herbst, 1784)
- Larinus minutus (Gyllenhal, 1836)
- Larinus obtusus (Gyllenhal, 1836)
- Larinus planus (Fabricius, 1792)
- Larinus rusticanus (Gyllenhal, 1836)
- Larinus sibiricus (Gyllenhal, 1836)
- Larinus sturnus (Schaller, 1783)
- Larinus turbinatus (Gyllenhal, 1836)
- Larinus vulpes (Olivier, 1807)

Lixus
- Lixus albomarginatus (Boheman, 1843)
- Lixus angustatus (Fabricius, 1775)
- Lixus ascanii (Linnaeus, 1767)
- Lixus astrachanicus (Faust, 1883)
- Lixus bardanae (Fabricius, 1781)
- Lixus brevipes (Brisout, 1866)
- Lixus canescens (Fisher & Waldheim, 1836)
- Lixus cardui (Olivier, 1807)
- Lixus elegantulus (Boheman, 1843)
- Lixus fasciculatus (Boheman, 1836)
- Lixus filiformis (Fabricius, 1801)
- Lixus incanescens (Boheman, 1836)
- Lixus iridis (Olivier, 1807)
- Lixus myagri (Olivier, 1807)
- Lixus ochraceus (Boheman, 1843)
- Lixus paraplecticus (Linnaeus, 1758)
- Lixus rubicundus (Zoubkoff, 1833)
- Lixus sanguineus (Rossi, 1792)
- Lixus subtilis (Boheman, 1836)
- Lixus vibex (Pallas, 1781)
- Lixus vilis (Rossi, 1790)

##### Subfamilia Mesoptiliinae
Magdalis
- Magdalis armigera (Fourcroy, 1785)
- Magdalis barbicornis (Latreille, 1804)
- Magdalis cerasi (Linnaeus, 1758)
- Magdalis duplicata (Germar, 1824)
- Magdalis exarata (Brisout, 1862)
- Magdalis nitidipennis (Boheman, 1843)
- Magdalis rufa (Germar, 1824)
- Magdalis ruficornis (Linnaeus, 1758)
- Magdalis violacea (Linnaeus, 1758)

##### Subfamilia Molytinae
Liparus
- Liparus tenebrioides (Pallas, 1781)
- Liparus transsylvanicus (Petri, 1894)

Hylobius
- Hylobius transversovittatus (Goeze, 1777)

Lepyrus
- Lepyrus capucinus (Schaller, 1783)
- Lepyrus palustris (Scopoli, 1763)

Minyops
- Minyops carinatus (Linnaeus, 1767)

Aparopion
- Aparopion costatum (Fahraeus, 1843)

Alophus
- Alophus agrestis (Boheman, 1842)
- Alophus kaufmanni (Stierlin, 1884)
- Alophus triguttatus (Fabricius, 1775)

Metadonus
- Metadonus anceps (Boheman, 1840)
- Metadonus distinguendus (Boheman, 1840)

Coniatus
- Coniatus splendidulus (Fabricius, 1781)

Pissodes
- Pissodes castaneus (De Geer, 1775)
- Pissodes piceae (Illiger, 1807)

##### Subfamilia Scolytinae
Scolytus
- Scolytus carpini (Ratzeburg, 1837)
- Scolytus intricatus (Ratzeburg, 1837)
- Scolytus koenigi Schevyrew, 1890
- Scolytus laevis Chapuis, 1873
- Scolytus mali (Bechstein, 1805)
- Scolytus multistriatus (Marsham, 1802)
- Scolytus pygmaeus (Fabricius, 1787)
- Scolytus rugulosus (Ratzeburg, 1837)
- Scolytus scolytus (Fabricius, 1775)

Taphrorynchus]]
- Taphrorynchus villifrons Duffoeur, 1843

[[Dryocoetes
- Dryocoetes alni (Georg, 1856)

Xyleborus
- Xyleborus dispar (Fabricius, 1792)
- Xyleborus dryographus (Ratzeburg, 1837)
- Xyleborus eurygraphus (Ratzeburg, 1837)
- Xyleborus monographus (Fabricius, 1792)
- Xyleborus saxeseni (Ratzeburg, 1837)

Pteleobius
- Pteleobius kraatzii (Eichhoff, 1864)
- Pteleobius vittatus (Fabricius 1787)

Hylesinus
- Hylesinus crenatus (Fabricius, 1787)
- fraxini (Panzer, 1779)

Hylastes
- Hylastes angustatus (Herbst, 1793)
- Hylastes ater (Paykull, 1800)

Polygraphus
- Polygraphus grandiclava Thomson, 1886

##### Subfamilia Platypodinae
Platypus
- Platypus cylindrus Fabricius, 1793